# Comptoirs italiens en mer Noire et en Méditerranée
Vous lisez un « article de qualité » labellisé en 2020.
Les comptoirs italiens en Méditerranée et mer Noire sont un ensemble de comptoirs commerciaux, essentiellement vénitiens et génois, situés sur plusieurs îles et régions littorales de ces deux mers pendant le Moyen Âge tardif. Entre le XIIe siècle et le XVe siècle, ces enclaves italiennes dans des territoires étrangers permettent aux républiques de Venise et de Gênes de contrôler les échanges commerciaux entre les trois continents qui bordent ces deux mers : Europe, Afrique et Asie.
L'établissement de ces comptoirs est, dans un premier temps, facilité par les relations qu'entretiennent les républiques italiennes avec l'Empire byzantin, notamment lors de la première croisade au cours de laquelle Vénitiens, Génois et Byzantins combattent dans le même camp contre les Seldjoukides. Par la suite, Venise profite des dissensions byzantines pour détourner en 1204 la quatrième croisade vers l'Empire, saccager Constantinople et s'emparer de nombreux ports byzantins, de la plupart des îles grecques et de la Crimée, à l'extrémité occidentale de la route de la soie.
L'alliance en 1261 de l'Empire byzantin avec la république de Gênes, rivale de Venise, permet à Gênes d’étendre à son tour sa zone d'influence dans les mers Égée et Noire, carrefours stratégiques de la route de l'ambre reliant la mer Baltique aux villes méditerranéennes d'Europe et d'Afrique du Nord, ainsi qu'à l'Empire mongol.
Concurrentes pour exercer leur domination commerciale entre les continents, les deux thalassocraties italiennes alternent des périodes de coopération et de tension qui dégénèrent à plusieurs reprises en affrontements armés, dont les principaux sont les guerres de Saint-Sabas (1256-1270) et de Chioggia (1378-1381). C'est durant cette période que le gouvernail d'étambot apparaît puis se généralise en mer Méditerranée.

## Chronologie des événements

### XIesiècleet première croisade
La fin du XIe siècle est marquée par un affaiblissement de l'Empire byzantin face aux invasions des Seldjoukides (Turcs qui conquièrent les deux tiers orientaux de l'Anatolie à la suite de leur victoire à la bataille de Manzikert en août 1071. Deux ans plus tard, face à la pression turque, l'empereur byzantin Michel VII Doukas demande de l'aide au pape Grégoire VII, mais celui-ci est impuissant car enlisé dans la querelle des investitures, qui aboutit au sac de Rome en 1084.

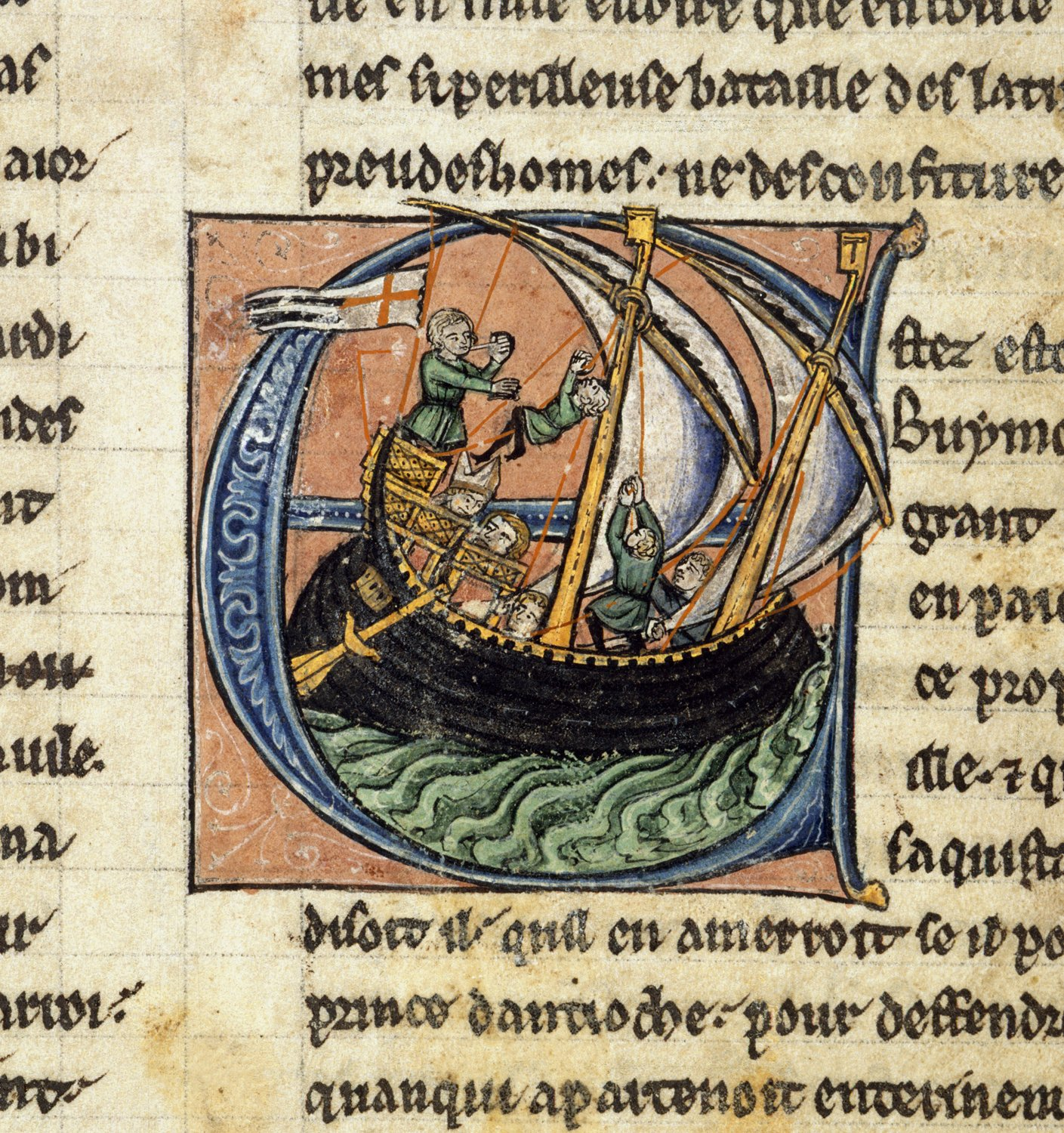
Bohémond de Tarente et Daimbert de Pise, patriarche de Jérusalem, faisant voile vers la Terre Sainte. Miniature italienne du XIII.

En avril 1081, le nouvel empereur byzantin Alexis Ier Comnène, meilleur diplomate que ses prédécesseurs, entame à son tour des pourparlers avec la papauté afin de reconquérir les territoires perdus de l'Empire. L'année suivante, dans ce contexte de rapprochement diplomatique entre Byzance et les puissances occidentales, Alexis Ier Comnène concède à Venise l'exemption des droits de douane et un quartier de Constantinople pour y établir un comptoir commercial, en échange d'un appui militaire de la marine vénitienne contre les envahisseurs Normands menés par Robert Guiscard et son fils Bohémond de Tarente.
En novembre 1095, en réponse aux sollicitations d'Alexis Ier Comnène, le pape élu en 1088 Urbain II lance un appel à la croisade lors du concile de Clermont, et parvient, contrairement à ses prédécesseurs, à mobiliser la noblesse occidentale. La première croisade (1096-1099) permet aux puissances ouest-européennes de repousser les Turcs et aux Byzantins de retrouver une partie des territoires perdus, notamment le long des côtes anatolienes, mais les croisés fondent pour leur part plusieurs États « latins » autour de la Méditerranée orientale. Le prince Bohémond de Tarente, qui combattait Alexis Ier Comnène quinze ans plus tôt pendant les guerres byzantino-normandes, se joint à cette coalition alliée de l'empereur byzantin et en 1098, s'empare de la ville d'Antioche avec l'aide de la république de Gênes. Après y avoir fondé une principauté dont il se fait proclamer souverain, il passe un accord commercial avec les Génois, leur donnant accès à la ville reconquise.
Ces zones d'influences vénitienne et génoise obtenues à la fin du XIe siècle constituent les premiers comptoirs italiens d'outre-mer.

### Expansion pendant lesXIIeetXIIIesiècles

Carte des États latins d’Orient au XII.

Dans les décennies suivantes, les républiques de Gênes et Venise complètent leur emprise territoriale en relation avec ces nouveaux États latins, auprès desquels elles se rendent indispensables grâce à leurs flottes. Les approvisionnements italiens par la mer en renforts et en matériel s'avèrent décisifs pour la prise de Jérusalem en 1099, permettent un siècle plus tard aux villes de Tyr et d'Antioche de résister aux armées de Saladin (qui reprennent toutefois Jérusalem en 1187) et la prise de Saint Jean d'Acre par les croisés en 1191. En contrepartie, plusieurs princes d'États latins accordent aux républiques italiennes des quartiers dits « fondouk » (entrepôts et logements), et l'exemption des droits de douane.
À Constantinople, les Vénitiens, créanciers des Byzantins, réussissent à imposer leur domination économique, mais leur richesse suscite des convoitises et réactions de xénophobie, provoquant leur expulsion et la confiscation de leurs biens par l'empereur Manuel Ier Comnène en 1171. Ils retrouvent cependant, par la négociation, le droit de s'y installer de nouveau en 1187. En 1198, le doge Enrico Dandolo obtient le rétablissement des droits et privilèges de Venise dans l'Empire byzantin, mais les relations vénéto-byzantines restent tendues.
En novembre 1202, après avoir mis une grande partie de leur flotte à disposition de la quatrième croisade, les Vénitiens exigent des croisés qui n'avaient pas les moyens de payer leurs services, un appui militaire pour prendre la ville de Zara sur la côte est de la mer Adriatique, en échange du report de leur dette,. Zara, ville catholique, appartenait à la Hongrie, dont le roi Imre s'était croisé deux ans plus tôt. Bien qu'une partie des croisés ait refusé de prendre part au siège, l'attaque de la ville commence le 10 novembre 1202 en dépit des lettres du pape Innocent III menaçant les croisés d'excommunication. Zara tombe le 24 novembre, saccagée par les Vénitiens et une partie des croisés,. La république de Venise annexe une ville portuaire qui lui faisait concurrence, ainsi que la majeure partie de la Dalmatie (actuellement croate). Par la suite, la quatrième croisade initialement dirigée contre Alexandrie, est à nouveau détournée vers une autre ville chrétienne : Constantinople, où le prince byzantin Alexis IV Ange espérait chasser du pouvoir son rival Alexis III grâce un appui des croisés contre 200 000 marcs,.

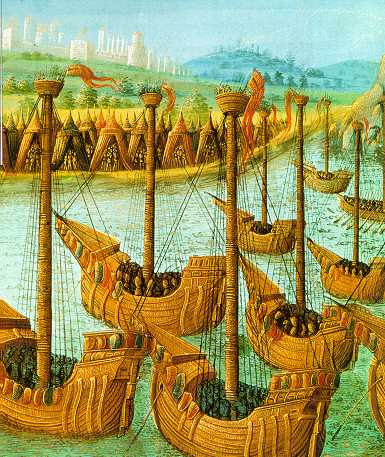
La flotte vénitienne débarque la quatrième croisade à Constantinople. Miniature française du XV.

En juillet 1203, les Vénitiens et les croisés donnent une première offensive réussie contre Constantinople, et mettent Alexis IV Ange sur le trône impérial. Mais ce dernier, rejeté par la population, est renversé et assassiné, ce qui déclenche une seconde offensive contre la ville le 8 avril 1204, qui tombe le 13 sous le contrôle des croisés. La ville, pillée et en partie brûlée, est désertée par sa population, tandis que ses églises et monastères sont profanés.
Dans le cadre de la Partitio terrarum imperii Romaniae : « répartition des terres de l'Empire romain » (d'Orient), les Vénitiens s'approprient une partie du quartier de la Corne d'or ainsi que plusieurs ports et forteresses byzantines sur la route reliant l’Adriatique à Constantinople. La prise de contrôle du détroit du Bosphore donne par ailleurs libre accès aux marchands vénitiens à la mer Noire, où ceux-ci fondent les comptoirs de Soldaia et de Tana. Toutefois la capitale et le centre de l'Empire ne sont pas directement annexés par Venise, mais forment l'Empire latin de Constantinople sous le sceptre de Baudouin IX de Flandre ; « latin » signifiant dans ce contexte « catholique de rite latin », par opposition aux « Grecs de rite orthodoxe ». 
En mars 1261, l'empereur byzantin Michel VIII Paléologue s'allie à la république de Gênes pour reprendre Constantinople, et signe avec le capitaine Guglielmo Boccanegra le traité de Nymphaeon, octroyant d’importants privilèges commerciaux à Gênes en mer Noire et en Méditerranée,. La ville est reprise (en)  aux Vénitiens par le général byzantin Alexis Strategopoulos le 25 juillet 1261, ironiquement sans l'aide des Génois, alors que cette victoire permet à ces derniers de s'établir à leur tour dans la capitale byzantine et d'étendre l'influence génoise en mer Noire au nord de l'Anatolie et en Crimée,.
Les comptoirs génois et vénitien de Caffa et Soldaia en Crimée sur les territoires de la principauté de Théodoros (dite aussi « Gothie » ou « Gazarie », voisine de la Horde d'Or issue de l'Empire mongol après Gengis Khan) permettent aux marchands italiens d'accéder aux routes de la soie. Mais rares sont les marchands à parcourir le trajet dans son intégralité entre la mer Noire et la Chine, comme c'est le cas en 1271 du Vénitien Marco Polo, son père et son oncle depuis le comptoir de Soldaia.

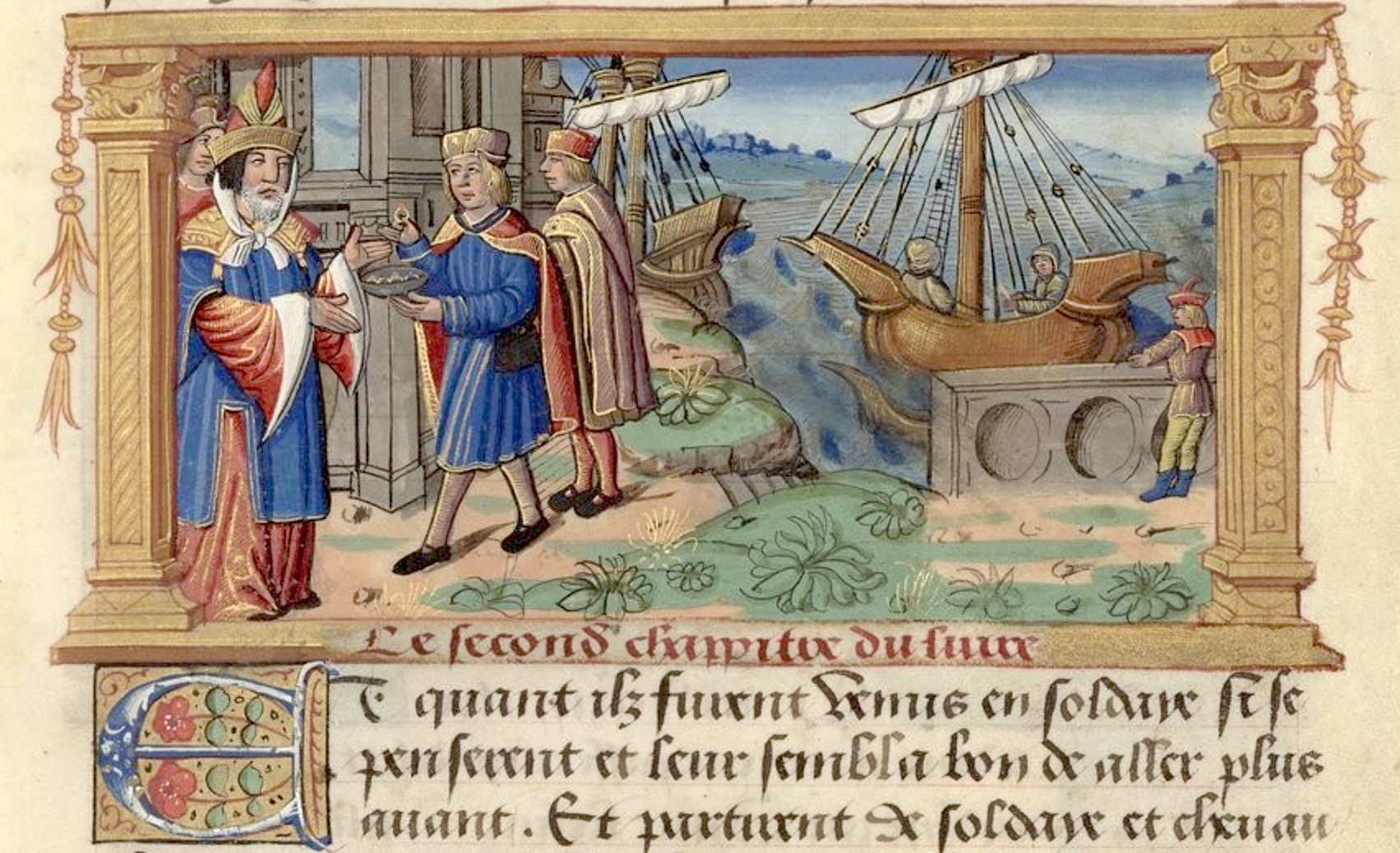
Voyage des frères Polo d'Acre à Trébizonde en passant par la Chine où ils sont reçus par le Grand Khan Kubilai, miniature du XV.

D'autres explorateurs italiens se rendent en Extrême-Orient au XIIIe siècle et XIVe siècle, comme Giovanni dal Piano dei Carpini, Giovanni di Marignolli et Odoric de Pordenone, mais il s'agit essentiellement de missionnaires et non de marchands. Le négociant vénitien Nicolò de' Conti explore la Perse et les Indes.
En 1284, la république de Gênes prend possession de la Corse et d'une partie de la Sardaigne à la suite de sa victoire contre la république de Pise à la bataille de la Meloria.
Parallèlement, la fin du XIIIe siècle est marquée par la chute des derniers États latins d'Orient établis lors de la première croisade (le comté de Tripoli en 1289, Saint-Jean-d'Acre en 1291) pris par les Mamelouks d'Égypte.

### Apogée pendant leXIVesiècle, puis déclin à partir duXVesiècle
Les conquêtes des États latins par les musulmans entraînent l'expulsion des marchands italiens, mais ceux-ci reprennent rapidement les affaires dans cette région. Bénéficiant de son alliance avec l'Empire byzantin, la république de Gênes prend à son tour possession de plusieurs îles grecques pour assurer sa liberté de communication avec le Proche-Orient musulman. Au XIVe siècle, les républiques italiennes fournissent aux sultans mamelouks des armes, du bois, du fer, et des esclaves à tel point que le Pape, inquiet des progrès militaires musulmans, va jusqu'à menacer d'excommunication ceux qui continueraient de commercer avec eux.
Parallèlement, les Italiens accroissent leur présence en mer Noire, où Venise fonde son principal comptoir, Tana, en 1332 sur le fleuve Don, tandis que la « Gazarie » (comptoirs génois en Crimée) compte en 1365 sept ports sur les côtes de la principauté de Théodoros. À la fin du XIVe siècle, après avoir pris Soldaia aux Vénitiens, la république de Gênes règne en maître sur le commerce de la mer Noire, en contrôlant des territoires sur toutes les côtes alentour : en Crimée, dans l'empire grec de Trébizonde, à Constantinople, aux bouches du Danube et du Dniestr, et même en amont sur ces deux fleuves, par où leur parviennent cuirs, bois et ambre de la Baltique. Le commerce méditerranéen est davantage dominé par Venise, implantée sur les bords de l'Adriatique, à Constantinople, au Péloponnèse et dans les principales îles grecques.
À partir du XVe siècle, les comptoirs italiens d'outre-mer sont menacés par l'expansion du nouvel Empire ottoman résultant des conquêtes des Turcs, qui avaient été plusieurs siècles auparavant la cause de la première croisade et avaient permis aux marchands italiens d'ouvrir leurs premiers fondouks. En 1453, la prise de Constantinople par les Turcs, leur donnant de facto le contrôle du Bosphore reliant la mer Noire à la Méditerranée, entrave considérablement la circulation des marchands italiens entre ces deux mers, et entame le déclin de leur domination maritime. La principauté de Théodoros en Crimée est à son tour conquise par les Turcs en 1475, puis en 1517 l'Égypte, débouché important des routes africaines et indiennes de l'ivoire, de l'or, des gemmes, de l'encens et des épices via le port d'Alexandrie.

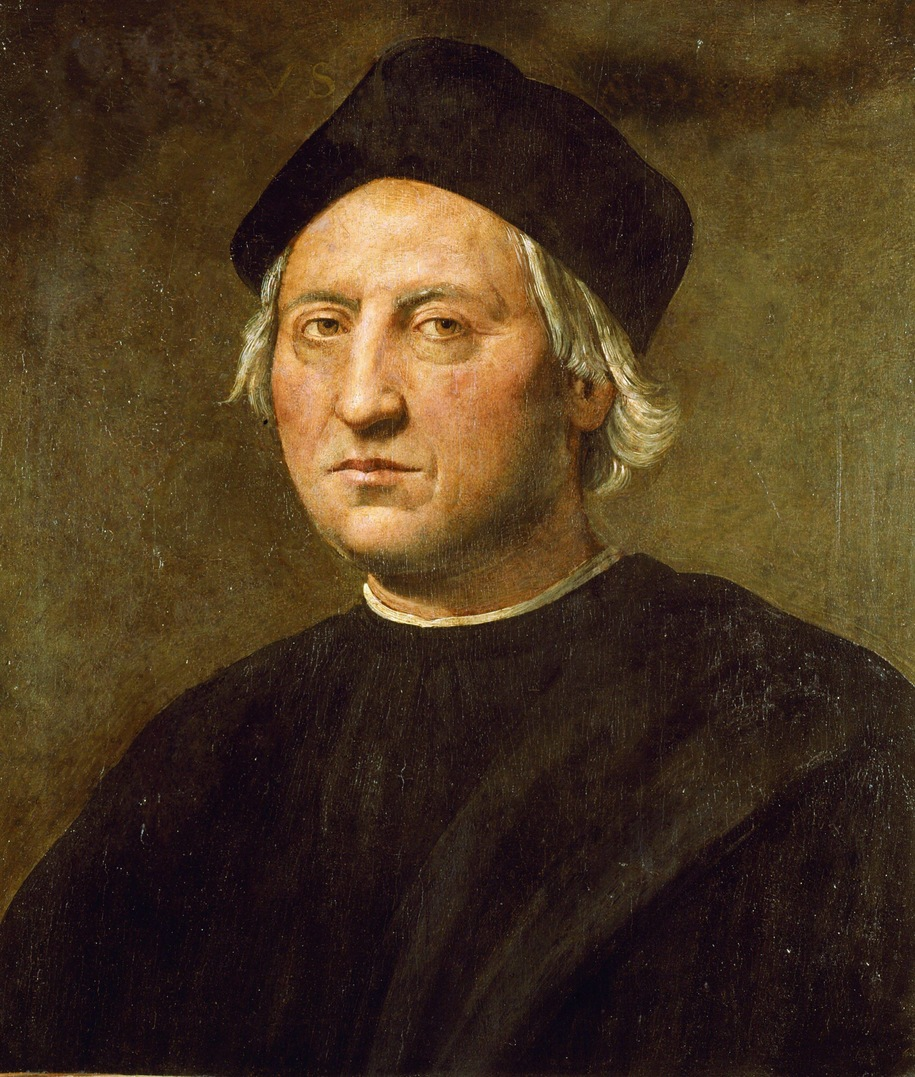
Christophe Colomb (1451-1506) navigateur génois et acteur majeur des grandes découvertes.

Ces routes commerciales coupées par les conquêtes ottomanes au XVe siècle, sont remplacées par de nouveaux itinéraires reliant l'Asie à l'Europe en contournant l'Afrique par le sud, après le franchissement du cap de Bonne-Espérance par des navigateurs portugais en 1488. Les années suivantes, de nouvelles routes maritimes sont établies à travers l'océan Atlantique à la suite de la découverte de l'Amérique en 1492 par le navigateur génois Christophe Colomb, grand admirateur de Marco Polo.
Dès lors, la Méditerranée n'est plus le centre du commerce mondial, et de plus, les républiques italiennes continuent d'y perdre du terrain face aux Ottomans tout au long des XVIe siècle et XVIIe siècle,.
Néanmoins, en se tournant vers l'Occident, plusieurs grands navigateurs italiens jouent un rôle majeur dans les grandes découvertes : les Génois Christophe Colomb et Giovanni da Verrazzano aux services respectivement de l'Espagne et de la France, le Florentin Amerigo Vespucci au service de l'Espagne, ainsi que le Vénitien Giovanni Caboto au service de l'Angleterre,,,.

## Répartition des zones d'influence

### Galerie

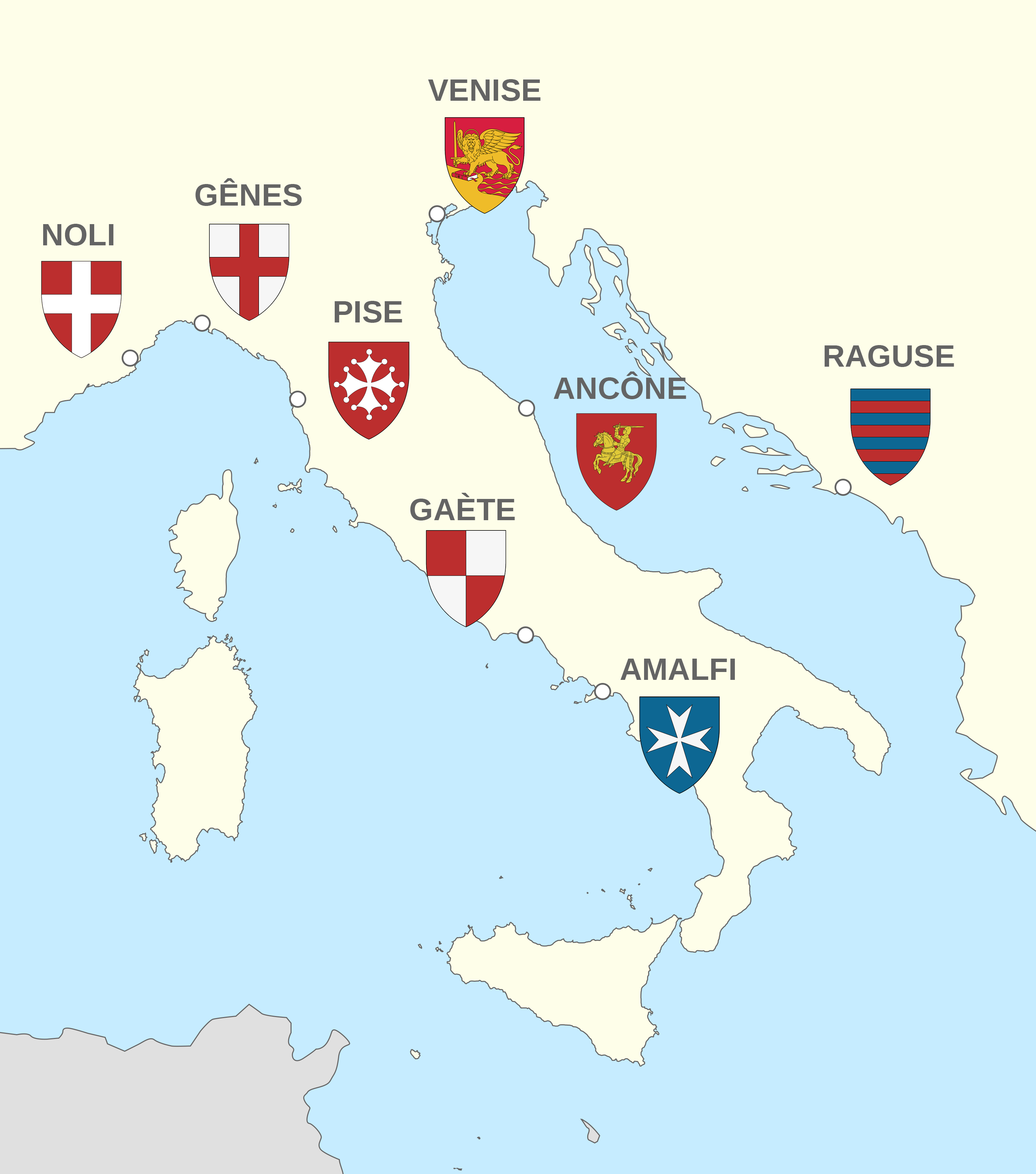
Républiques maritimes italiennes
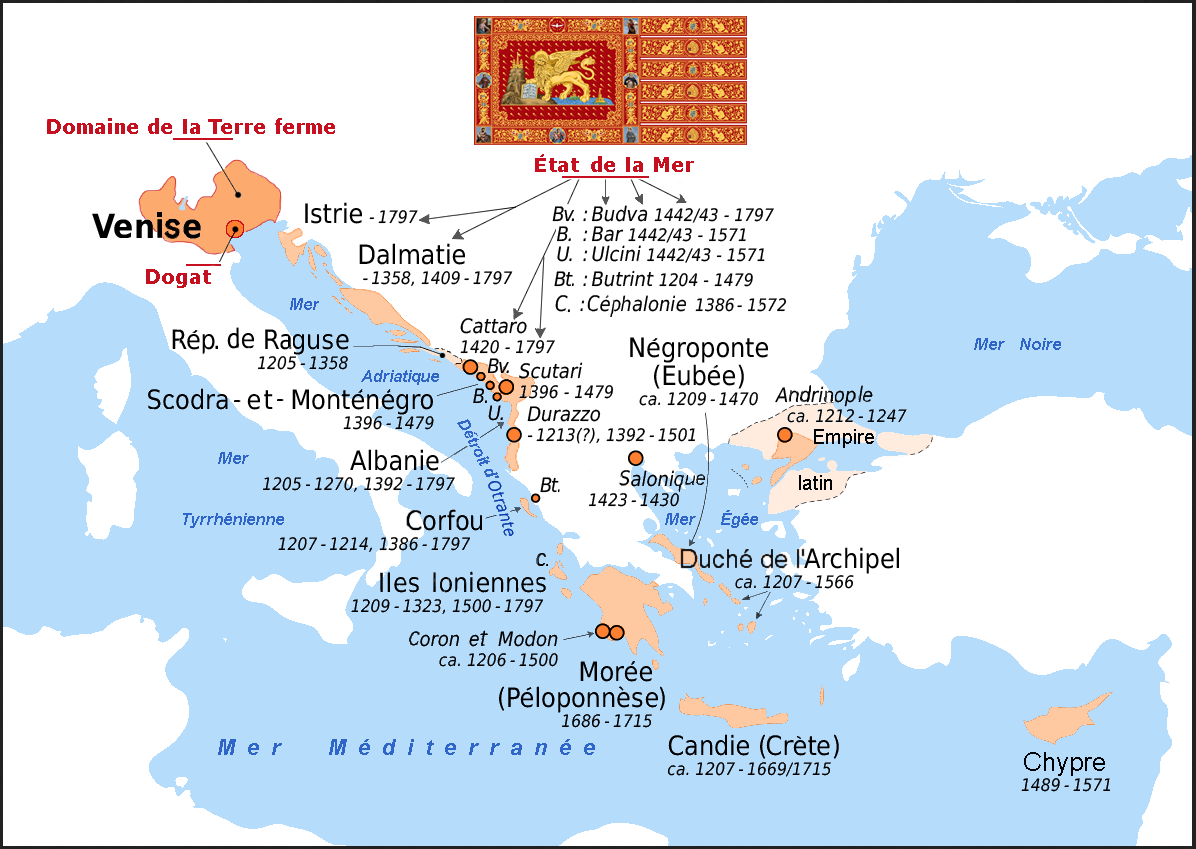
Expansion de la république de Venise (697-1797)
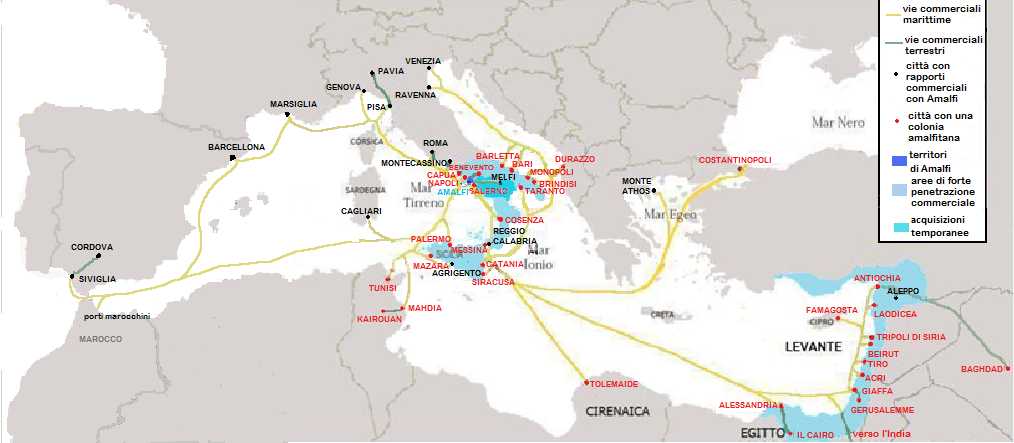
Expansion du duché d'Amalfi (839-1139)
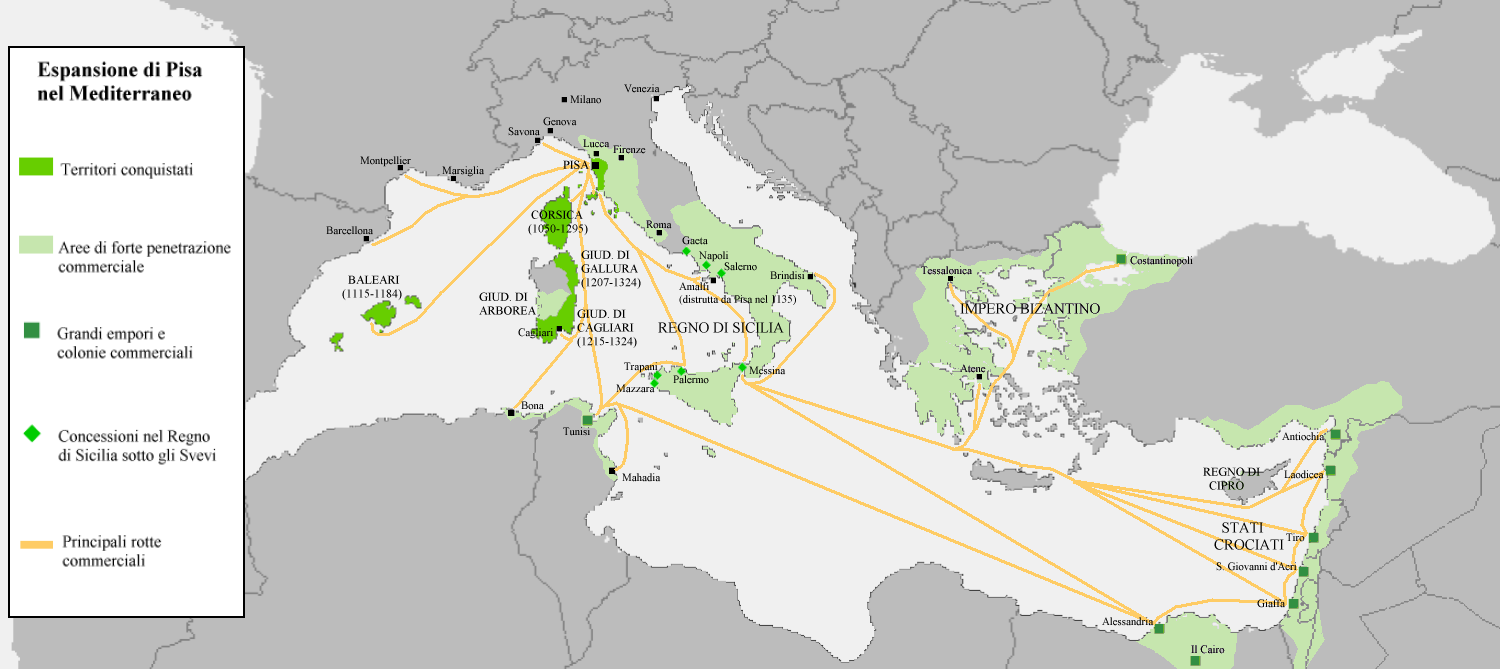
Expansion de la république de Pise (1000-1406)
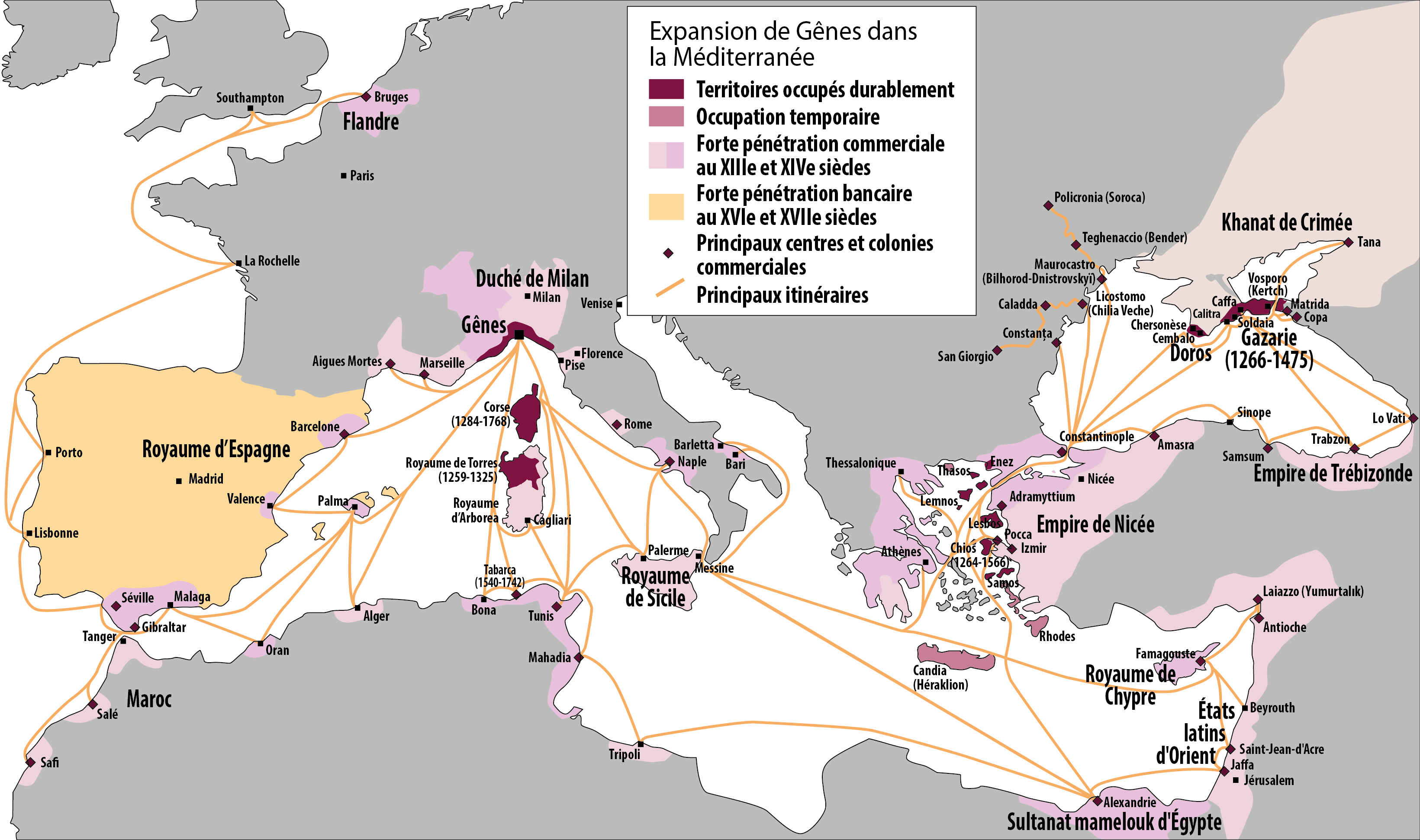
Expansion de la république de Gênes (1099-1797)
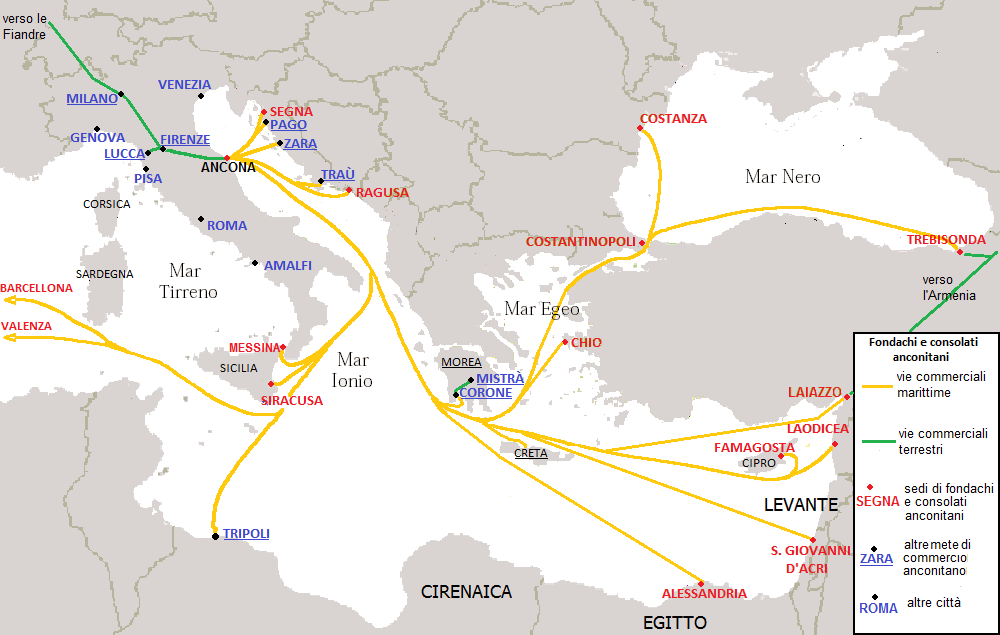
Expansion de la république d'Ancône (1198-1532)
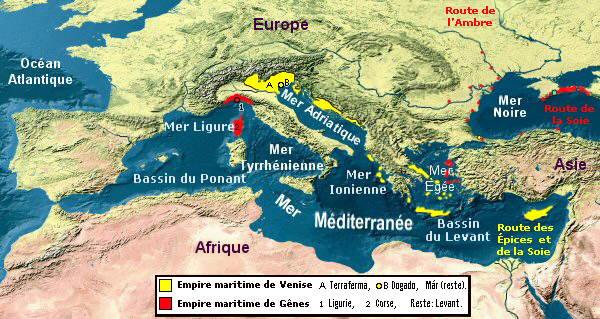
Les thalassocraties méditerranéennes de Venise (jaune) et de Gênes (rouge) au XVe siècle

### Zones d'influences vénitiennes
La république de Venise pose les premières bases de son futur rayonnement commercial par un premier accord commercial signé avec l'Empire byzantin en 993, par lequel Venise devient un « trait d'union » entre l'Europe occidentale et orientale, dont les échanges passent par la Mer Adriatique.
L'accord signé entre Venise et Byzance en 1082 permet à la république italienne de s'implanter à Constantinople, et de fonder des comptoirs commerciaux dans les villes d'Athènes, Thessalonique, Thèbes, Antioche, Éphèse ainsi que sur les îles d'Eubée et de Chios.
En 1204, Venise étend considérablement sa zone d'influence en Méditerranée à la suite de la prise de Zara permettant l'annexion de la Dalmatie, puis la suite du sac de Constantinople par les croisés. Dans l'arrangement entre les croisés concernant la répartition des territoires conquis (la Partitio Terrarum ou Partitio Romaniae), les Vénitiens reçoivent (en théorie) les trois huitièmes de l'Empire byzantin, dont trois huitièmes de la ville de Constantinople elle-même. Venise renonce par la suite à une partie de ses prétentions territoriales, considérant que l'essentiel est de contrôler les centres commerciaux et routes marchandes traversant l'ancien Empire byzantin.
En plus de ses positions sur la terre ferme, la Sérénissime profite de l’affaiblissement de l'Empire byzantin divisé pour prendre le contrôle de plusieurs îles grecques dont les principales sont les suivantes :
- En 1207, le Duché de Naxos est fondé par le Vénitien Marco Sanudo, neveu du doge meneur de la quatrième croisade Enrico Dandolo. Ce duché s'étend sur une partie des Cyclades, îles de la mer Égée et est centré sur la ville de Naxos[36]. En 1210, les ducs de Naxos deviennent vassaux de l'empereur latin de Constantinople, faisant sortir ce territoire de la zone d’influence directe de Venise[36].
- En 1209, Venise achète la Crète à Boniface de Montferrat, meneur de la quatrième croisade[35], et y fonde le « Duché de Candie »[37]. L'île grecque reste sous domination vénitienne plus de quatre siècles jusqu'à sa conquête par les Turcs en 1669, ce qui en fait le territoire d'outre-mer resté le plus longtemps dans le giron de Venise[38].
- La république de Venise prend aussi possession des îles de Corfou, Lesbos et Cythère, mais celles-ci sont reprises les décennies suivantes par les Byzantins à la suite de plusieurs offensives militaires et diplomatiques[39]. À la fin du XIVe siècle, Venise rétablit sa domination sur les îles ioniennes (comme Corfou devenue entre-temps partie du Despotat de Corcyre, d'Épire et d'Étolie) et sur Cythère[40]. Contrairement à la plupart des îles grecques, les îles ioniennes ne sont jamais conquises par les Ottomans (qui assiègent néanmoins la citadelle de Corfou en 1716), et restent sous influence vénitienne jusqu'à la fin du XVIIIe siècle[40].

Les marchands vénitiens sont chassés de Constantinople lors de la reprise de la ville en juillet 1261, mais un traité signé en 1277 avec l’empereur Michel VIII Paléologue leur permet de rétablir une présence limitée à Salonique et dans la capitale byzantine.
En 1489, l'île de Chypre, sous domination génoise depuis 1372, est la dernière île grecque intégrée dans la zone d'influence vénitienne, jusqu'à sa prise par les Ottomans en 1571.
Quinze ans après la perte de Candie à la fin du XVIIe siècle, le conflit entre Venise et l'Empire ottoman reprend avec la guerre de Morée, remportée par Venise qui prend le contrôle du Péloponnèse en 1699, ainsi que de l'île de Leucade. Le Péloponnèse est néanmoins reconquis par les Ottomans en 1715.
En mer Noire, la république de Venise installe plusieurs comptoirs commerciaux entre le XIIIe siècle et le XVe siècle, les principaux étant Soldaia en Crimée et Tana sur le fleuve Don. Ces territoires situés sur les routes de la soie permettent à Venise de rallier directement la capitale de l'Empire mongol, Sarai Berke.
En mer Adriatique, les régions d'Istrie et du nord de la Dalmatie (actuelle Croatie) sont sous influence vénitienne entre le XVe siècle et la fin du XVIIIe siècle, à l'exception de Dubrovnik. À l'instar de Corfou et Cythère, celles-ci ne sortent de la zone d'influence vénitienne qu'avec la chute de la république de Venise lors de la conquête du nord de l'Italie par Napoléon Bonaparte en 1797.

### Zones d'influences génoises
La république de Gênes s'impose comme puissance maritime à la suite d'une série de victoires remportées contre Pise entre 1118 et 1131. En 1174, Gênes signe un traité avec le comté de Toulouse dans le but de conquérir Marseille, mais ce projet échoue. Gênes prend néanmoins possession de Monaco en 1191. La famille génoise Grimaldi règne toujours sur la principauté, actuellement indépendante.
En mars 1261, Gênes signe un accord commercial avec l'empereur byzantin lui permettant d'accéder à la mer Noire, où Gênes établit plusieurs comptoirs commerciaux autour de la Crimée (formant la Gazarie), dont le principal port, Caffa, est fondé vers 1266. Un siècle plus tard, la Gazarie compte sept ports génois ; le dernier intégré à cet ensemble est la ville de Soldaia en 1365, jusque-là comptoir vénitien à 50 km au sud-est de Caffa.
La reprise de Constantinople par les Byzantins en juillet 1261 permet à Gênes de s'établir dans le quartier de Pera, et de fonder plusieurs autres comptoirs en Anatolie : dans les villes de Phocée et Scalanova du côté de la Méditerranée, Trébizonde, Amastris et Sinope du côté de la mer Noire.
En 1284, Gênes prend possession de la Corse et d'une partie de la Sardaigne à la suite de sa victoire contre Pise à la bataille de la Meloria. La Sardaigne est abandonnée par Gênes au royaume d'Aragon en 1323, tandis que la Corse reste génoise pendant plus de cinq siècles, ce qui en fait le territoire d'outre-mer le plus longtemps dominé par la république italienne.
Au XIVe siècle, bénéficiant de leur alliance avec l'Empire byzantin, les Génois s'installent dans plusieurs îles grecques :
- En 1304, la famille génoise Zaccaria prend possession de l'île de Chios, d'une importance stratégique pour le contrôle des voies maritimes de l’Égée dans la période intermédiaire « post-première croisade », son port constituant une escale indispensable pour les navigations vers Constantinople, les Détroits, l'Occident, l'Égypte et la Méditerranée orientale[50]. Chios voit en outre se développer ses productions orientées vers l’exportation, comme le mastic, le vin et les fruits du Kampos qui peuvent être commercialisés ou fournir des aliments frais aux équipages[50].
- En 1346, les îles de Samos et Ikaria sont également conquises par les Génois[5].
- En 1355, l'île de Lesbos est concédée par l'Empire byzantin à la famille génoise des Gattilusi. L'île reste génoise pendant environ un siècle, avant sa prise par les Ottomans en 1462.
- Enfin, la ville de Famagouste sur l'île de Chypre devient la propriété de Gênes en 1374, tandis que l'île reste gouvernée par la dynastie des Lusignan, favorable aux Génois[51] ; cette position garantit leur accès au Proche-Orient musulman[5].

Des petits comptoirs commerciaux génois sont également établis dans les principales villes européennes de Cadix, Séville, Lisbonne, Bruges, Anvers, Londres et Southampton, dans les villes de Licostomo et Maurocastrum sur l'embouchure du Danube, et sur l'île tunisienne de Tabarka.
À l'instar de Venise, Gênes perd l'essentiel de ses comptoirs d'outre-mer en mer Noire et Méditerranée, conquises par les Ottomans entre le XVe siècle et le XVIIIe siècle, y compris Chypre, devenue entre-temps vénitienne en 1489. En 1768, la Corse, dernière île sous souveraineté génoise, est cédée à la France de Louis XV par le traité de Versailles alors que Gênes n'avait plus les moyens de garder l'île sous son autorité.

### Autres républiques italiennes
Les républiques d'Amalfi, de Pise, d'Ancône et de Raguse font partie, à l'instar de Gênes et de Venise, des républiques maritimes italiennes qui prospèrent grâce à leurs échanges commerciaux pendant le Moyen Âge.
Néanmoins, aucune autre république italienne n'atteint un niveau de domination comparable à Gênes et Venise :
- La république d'Amalfi, plus ancienne république italienne, a été pionnière dans le commerce méditerranéen, faisant concurrence aux marchands arabes pendant le Xe siècle, mais la ville perd son indépendance au début du XIIe siècle à la suite de son annexion par le royaume normand de Sicile[5],[38] ;
- La république d'Ancône a eu une indépendance plus tardive et une existence de relativement courte durée, étant intégrée au Saint-Empire romain germanique jusqu'en 1198, puis aux États pontificaux à partir de 1532[54] ;
- La république de Pise établit une domination sur la Sardaigne en 1017, la Corse en 1051, et les Îles Baléares en 1085, ainsi que d'importantes routes commerciales vers les États latins d'Orient, les principales métropoles portuaires de l'Empire byzantin, et des villes africaines comme Alexandrie et Tunis. Néanmoins, Pise perd la majorité de sa flotte lors de sa défaite contre Gênes à la bataille de la Meloria en août 1284, ainsi que ses comptoirs commerciaux en Méditerranée annexés par Gênes[47].
- La république de Raguse, autre grande puissance maritime de l'Adriatique située sur l'actuel territoire de la Croatie, passe sous tutelle vénitienne après la prise de Zara par les croisés en 1202, puis de Constantinople en 1204[55]. La république de Raguse dont le territoire est situé entre ces deux villes et ne souhaitant pas subir le même sort, se soumet à la Sérénissime, bénéficiant dans le même temps de sa protection et de sa prospérité, le port de Raguse servant de « deuxième port » à Venise[55]. La république de Raguse passe ensuite sous domination hongroise à la suite du Traité de Zara en 1358, mais le nord de la Dalmatie, incluant la ville de Zara, repasse sous domination vénitienne au début du XVe siècle[42].

### États latins d'Orient
Dans les États latins d’Orient la ville de Saint-Jean-d’Acre est prise aux musulmans le 26 mai 1104 par Baudouin Ier, roi de Jérusalem. En ce XIIe siècle, Pise est la ville italienne qui avait le plus investi en Terre sainte, fournissant aux Croisés navires, chevaux et capitaux. Mais au début du XIIIe siècle, à partir de sa base de Tyr, c'est Venise qui accrut sa présence dans la région. Dans les années 1250, ce fut au tour de Gênes d’entrer dans la course en tentant de mettre fin à la domination vénitienne sur la Méditerranée orientale.

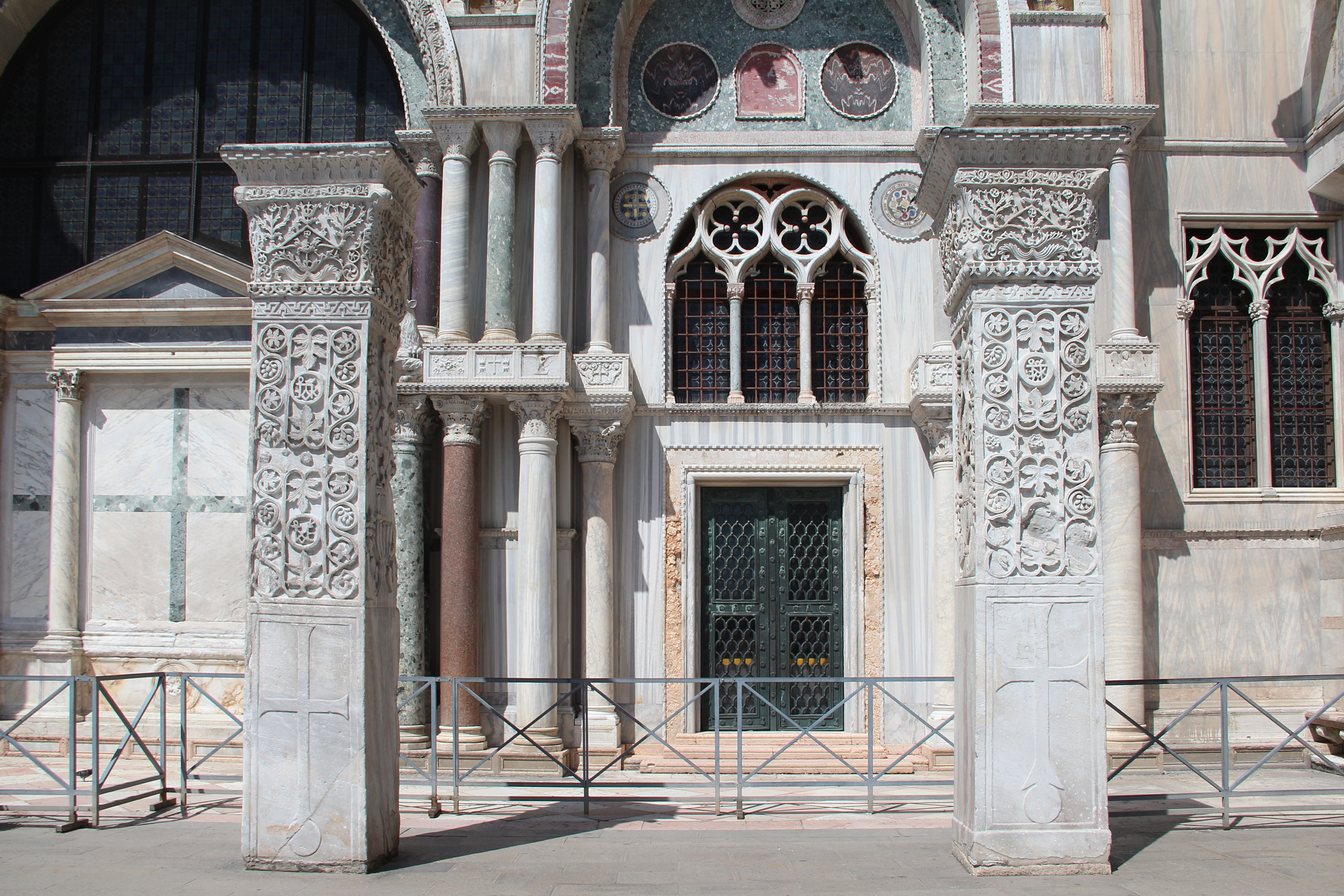
Pilastri Acritani de « Saint-Jean d'Acre » place Saint-Marc de Venise.

Saint-Jean-d'Acre est reprise par les musulmans le 9 juillet 1187  après la victoire de Saladin sur Guy de Lusignan à la bataille de Hattin ; elle est reconquise par la troisième croisade en 1191, lors de la campagne des rois Philippe-Auguste et Richard Cœur de Lion. Au cours du XIIIe siècle, Saint-Jean-d’Acre devient le principal établissement occidental catholique du Proche-Orient et le principal port de la Terre sainte, divisé en quartiers contrôlés par des marchands venus de tout le pourtour méditerranéen : vénitiens, pisans, génois, français et germaniques.
En 1256, débute la principale guerre entre Venise et Gênes, dite « guerre de Saint-Sabas (1256-1270) », provoquée par l'expulsion des Vénitiens du comptoir de Tyr (qui fait alors partie du royaume de Jérusalem) par les Génois. L'Empire byzantin se range du côté de Gênes à la suite du traité de Nymphaeon en 1261, mais fait finalement la paix avec Venise à la suite de sa défaite lors de la combat naval de Settepozzi en 1263.
Lors de sa prise par les mamelouks d'Égypte en 1291, Saint-Jean-d'Acre est encore le principal avant-poste du commerce oriental vénitien. Sa perte marque la fin des États latins d’Orient et des Croisades.

## Administration des territoires et relations avec les populations locales

### États latins d'Orient

#### Principauté d'Antioche
En 1082, l'accord signé entre Venise et Byzance en 1082 permet à la république italienne de s'implanter dans plusieurs villes grecques, notamment Constantinople et Antioche. Toutefois, la ville d'Antioche est prise par les Seldjoukides en 1085, alors que l'Empire byzantin est encore engagé dans les guerres byzantino-normandes dans les Balkans. Ironie de l'Histoire, c'est le Normand Bohémond de Tarente, qui avait combattu l'empire byzantin aux côtés de son père Robert Guiscard, se range du côté de l'empereur Alexis Comnène après avoir été écarté de la succession par son père, et reconquiert Antioche sur les Seldjoukides en 1098. L'appui des Génois lui est alors crucial : alors que le siège parait sans issue, ceux-ci approvisionnent en vivres les assiégeants par la mer, puis démontent leurs galères pour en faire des engins de siège. En échange de cet appui, Bohméond Ier accorde aux Génois des privilèges commerciaux semblables aux conditions du traité byzantino-vénitien de 1082.
Ces privilèges sont maintenus par son fils et successeur Bohémond II, puis étendus par Bohémond III prince d'Antioche de 1163-1201, qui concède aux Génois l’autonomie judiciaire pour les remercier de leur contribution à la défense de la ville contre les armées de Saladin en 1188 et 1189. Parallèlement, Bohémond III diminue les droits accorés aux Pisans, à qui son prédécesseur Raymond-Roupen d'Antioche avait accordé des privilèges équivalents à ceux des Génois.
Le siècle suivant est marqué par un affaiblissement d'Antioche en tant que comptoir commercial, concurrencé par le port syrien de Lattaquié, où leurs rivaux vénitiens obtiennent une concession de l'émir d'Alep El-Malik ed-Zahir Ghazi en 1207, comprenant fondouks, églises et hammams. En outre à la fin du règne de Bohémond IV (1189-1233), des tensions apparaissent entre les princes d'Antioche et leurs anciens alliés génois, en raison de prises de positions différentes concernant la sixième croisade menée par Frédéric II Hohenstaufen, soutenue par les Bohémond IV, contrairement aux Génois. Son successeur Bohémond V (1233-1252) rétablit les privilèges des commerçants pisans, au détriment des Génois.
Le dernier prince d'Antioche Bohémond VI (1252-1268) s'engagea opportunément aux côtés des Mongols. Le parti des Mongols entre en guerre contre le Califat abbasside et atteint son paroxysme avec le sac de Bagdad (1258) par Houlagou Khan, petit-fils de Gengis Khan. Mais les Mongols sont finalement repoussés par les Arabes (Mamelouks d'Égypte) à la bataille d'Aïn Djalout en 1260, et à la faveur de leur contre-offensive, attaquent et prennent Antioche, qui tombe en l'absence de son souverain Bohémond VI, mettant fin à la principauté. Celui-ci se replie au Comté de Tripoli dont il organise la défense lorsque les Mamelouk tentent de s'en emparer dans la foulée de leur victoire à Antioche en 1271, et parvient à les repousser.

#### Comté de Tripoli
La ville aujourd'hui libanaise de Tripoli est prise par les croisés menés par Raymond de Saint-Gilles en 1109, après un siège de 7 ans. Cet État latin est intégré dans la zone d'influence génoise, la ville italienne ayant joué un rôle décisif en ravitaillant les assiégeants avec sa flotte comme pour le siège de Jérusalem en 1099, tandis que les assiégés étaient ravitaillés par les Égyptiens. C'est finalement un renfort de Baudouin Ier, roi de Jérusalem, qui permet la prise de la ville en juillet 1109.
Pendant les XIIe siècle et XIIIe siècle, la population du comté est principalement constituée de croisés originaires d'Occitanie et d'Italie. À partir de 1187, sa gouvernance passe aux princes d'Antioche. La ville redevient une commune autonome sous le protectorat de Gênes en 1288, avant d'être prise par les Mamelouks en 1289.

#### Tyr

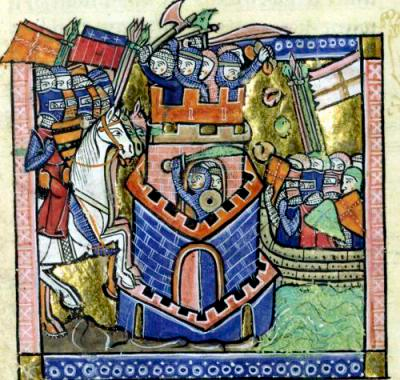
Siège de Tyr, gravure de Guillaume de Tyr, historien des croisades et archevêque de Tyr entre 1175 et 1184.

La ville de Tyr (aujourd'hui libanaise) est conquise par les Vénitiens lors de la croisade vénitienne de 1122–1124 classée dans la période intermédiaire « post-première croisade ». Baudouin de Bourg, meneur de cette offensive victorieuse, accorde aux Vénitiens des privilèges commerciaux étendus à Tyr et assure ainsi le maintien d'une présence navale vénitienne dans l'Orient latin. Les privilèges comprennent la garantie des droits de propriété des héritiers des Vénitiens morts à Tyr. Saladin tente de s'emparer de la ville en 1187 mais celle-ci, défendue par Conrad de Montferrat, roi de Jérusalem, et bien approvisionnée par la mer par les galères italiennes, tient bon.
En 1256, les Génois obtiennent l'expulsion des Vénitiens de la ville, déclenchant la guerre de Saint-Sabas entre les deux villes italiennes, remportée par Venise en 1270. Cette longue guerre à laquelle de nombreux croisés prennent part (et sont tués au combat), et de nombreuses défenses sont détruites, a pour conséquence d'affaiblir fortement les derniers États latins d'Orient, qui sont pris par les Mamelouks (dont Tyr) en 1291.

#### Saint-Jean-d’Acre
La ville d'Acre, aujourd'hui située en Israël, est prise le 26 mai 1104 par Baudouin Ier, roi de Jérusalem. Reprise par Saladin, le 9 juillet 1187, elle est reconquise en 1191 par les rois Philippe-Auguste et Richard Cœur de Lion durant la troisième croisade. L'installation des Hospitaliers de l'ordre de Saint-Jean de Jérusalem et la fondation de l'Hôpital apportent à la ville un nouveau nom, celui de Saint-Jean-d'Acre.
Au XIIIe siècle, elle devient la capitale du royaume de Jérusalem, après la prise de la ville sainte par Saladin en 1187. Saint-Jean-d'Acre est alors un grand centre intellectuel et le principal port du royaume de Jérusalem par où transitent toutes les marchandises, divisé en quartiers contrôlés par des marchands venus de tout le pourtour méditerranéen, notamment vénitiens, pisans, génois, français et germaniques.
La reconquête de la ville en 1291 par le sultan d'Égypte al-Malik al-Ashraf met fin à la présence des Européens en Terre sainte, et clôt la période des croisades.

### Comptoirs grecs méditerranéens

#### Constantinople

##### Implantation vénitienne dans la Corne d'or
L'accord signé entre Venise et Byzance en 1082 permet à la république italienne de s'implanter à Constantinople où moins d'un siècle plus tard, la population vénitienne atteint 12 000 personnes. La présence des Vénitiens à Constantinople dure près de 400 ans, bien qu'étant interrompue par leur expulsion Manuel Ier Comnène en 1171, puis en 1261 après la reconquête de la ville par Alexis Strategopoulos. Mais les Vénitiens obtiennent à chaque fois par la négociation le droit de se rétablir dans la capitale byzantine, bien que leurs relations avec l'empereur soient fortement détériorées.
Ainsi, en 1453, la chute de Constantinople est vécue par les Vénitiens comme une spoliation, la prise d’un bien qu’ils croyaient devoir leur appartenir pour l’éternité.
Après la prise de la ville par les croisés en 1204, celle-ci est intégrée à l'Empire latin de Constantinople, et une partie de la ville enclose dans les murailles de Septime Sévère est concédée par les croisés à Venise. Le choix du nouvel empereur est confié à une commission de douze membres, six Vénitiens et six Francs, et aboutit à l'élection de Baudouin VI de Hainaut, sous le nom de Baudouin Ier.

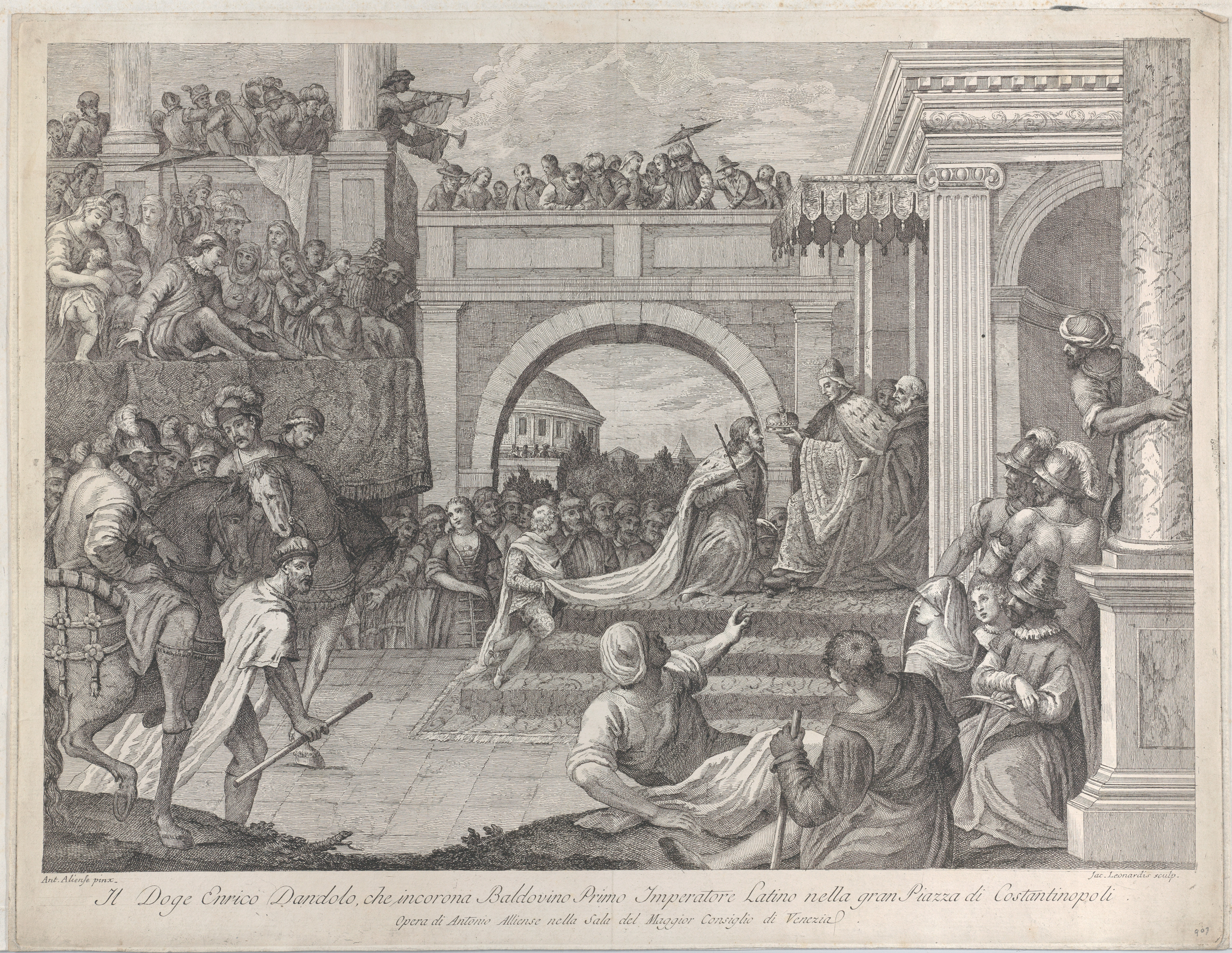
Le doge Enrico Dandolo couronne Baudoin Ier, premier empereur de l'Empire latin de Constantinople, gravure du XVII

Au sein de l’Empire latin d'Orient de Baudouin Ier, Venise n’est pas déclarée « vassale » de l’empereur et est donc libre de toute obligation féodale, ce qui marque la fin de la soumission de Venise à l'empereur byzantin et le début de la colonisation de la Méditerranée orientale.
Mais la mort un an plus tard de Baudouin Ier après sa capture par les Bulgares à la bataille d'Andrinople, quelques semaines après celle du doge vénitien Enrico Dandolo, fait vaciller la domination des Vénitiens, qui doivent lutter les décennies suivantes pour garder leurs privilèges.
Après le rétablissement de l'autorité byzantine sur la ville en 1261, les Vénitiens sont chassés de la ville. Mais un traité de paix entre Byzance et Venise est signé en 1268, et les Vénitiens obtiennent le droit de se rétablir en 1277, dans un quartier restreint et mal protégé s'étendant le long de la Corne d'Or entre la porta Paramae et la porta Drungarii. Les Vénitiens sont en outre autorisés à acheter ou louer des propriétés en dehors de ce périmètre, tandis que certains, en épousant des femmes grecques (les enfants métis sont appelés « gasmuli »), reçoivent en dot des biens immobiliers.
En 1297, les Génois, devenus les favoris attitrés de l'empereur, attaquent et massacrent de nombreux marchands vénitiens, forçant la plupart à quitter de nouveau Constantinople, un an avant la bataille navale de Curzola opposant les deux républiques latines. Parallèlement, en représailles de leur occupation de la ville quelques décennies auparavant, les Vénitiens sont de plus en plus discriminés au profit des Grecs et des autres Latins, notamment dans l'accès à l'emploi, les transactions commerciales et même les verdicts rendus aux tribunaux.
En 1322, voulant stopper l'irrésistible montée en puissance des Génois, l'empereur byzantin Andronic II Paléologue annule la plupart des mesures discriminatoires établies à l'encontre des Vénitiens, permettant de rééquilibrer les rapports de force entre les deux puissances latines. Cette décision permet un nouvel enrichissement très rapide des Vénitiens, captant une part croissance des richesses byzantines et des revenus de la mer. Venise bénéficie par ailleurs du droit d'instaurer dans la ville des institutions qui lui sont propres, telles qu'un Doge, un Sénat, ainsi qu'un ambassadeur auprès de l'Empereur désigné comme « baile », chargé de l'administration intérieure de la colonie et de rendre la justice. Celui-ci a un mandat et une présence à durée limitée, et reçoit des consignes strictes de la métropole de Venise à qui il doit rendre des comptes, notamment sur la gestion financière.
Les relations entre Vénitiens et Génois à Constantinople restent assez largement corrélées à l'état des relations entre les deux républiques. Ainsi, les tensions dégénèrent en affrontements armés en 1350 et 1378 à des périodes où les flottes des cités-État s'affrontent sur la mer. Mais la séparation des zones d'influences et de commerce entre les marchands génois et vénitiens était impossible même en période de conflit, alors que les bateaux des deux républiques accostaient au même port et écoulaient ou chargeaient leurs marchandises au marché de Péra.
En 1381, la paix de Turin permet à Venise de rentrer à nouveau en possession de tous ses privilèges à Constantinople et même de se faire reconnaître le droit de commercer librement en mer Noire.
Après la chute de Constantinople en 1453, le poste de « baile » vénitien est maintenu en tant qu'ambassadeur auprès du Sultan, chargé des mêmes responsabilités.

##### Quartier génois de Péra
Les marchands génois s'installent dans le quartier de Péra de la ville de Constantinople en 1267, après le traité de Nymphaeon conclut en 1261 avec l'empereur Michel VIII Paléologue. Le quartier est alors essentiellement peuplé de Grecs et de Juifs.
Cœur des activités génoises en Romanie, Péra se développe rapidement dans les décennies qui suivent la concession de Michel VIII Paléologue. En 1281, l'évolution démographique provoque un effacement des séparations entre terres grecques et terres occupées par les Génois. Au cours du XIVe siècle, le comptoir bénéficie par concession impériale d'agrandissements successifs et se fortifie.
En août 1348, profitant des difficultés intérieures de l'Empire byzantin (en guerre civile entre 1341 et 1347), les Génois sollicitent un agrandissement de leur quartier sur des points stratégiques de la ville, mais se heurtent au refus de l'impératrice Irène. La véritable ambition de Gênes était alors d’accroître son contrôle du détroit du Bosphore pour établir un véritable monopole sur la mer Noire au détriment de Venise.

En réaction à ce refus, les Génois entrèrent en lutte ouverte contre l'Empire, attaquant les vaisseaux grecs, incendiant les établissements situés sur la rive sud de la Corne d'Or, bombardant la capitale byzantine à laquelle ils imposent même un blocus maritime. Ce blocus, qui dura plusieurs mois, provoqua de graves pénuries alimentaires à Constantinople. En mars 1349, l'empereur Jean VI Cantacuzène de retour du front tenta de forcer le blocus mais ses navires sont coulés par les Génois à l'entrée du Bosphore. Finalement, c'est une intervention du Sénat de la république de Gênes, qui obligea les marchands établis à Constantinople à cesser les hostilités avec Jean VI Cantacuzène qui convoqua les nobles génois et exigea le paiement une amende et l'engagement formel de ne plus violer le traité à l'avenir, afin de rétablir la paix.

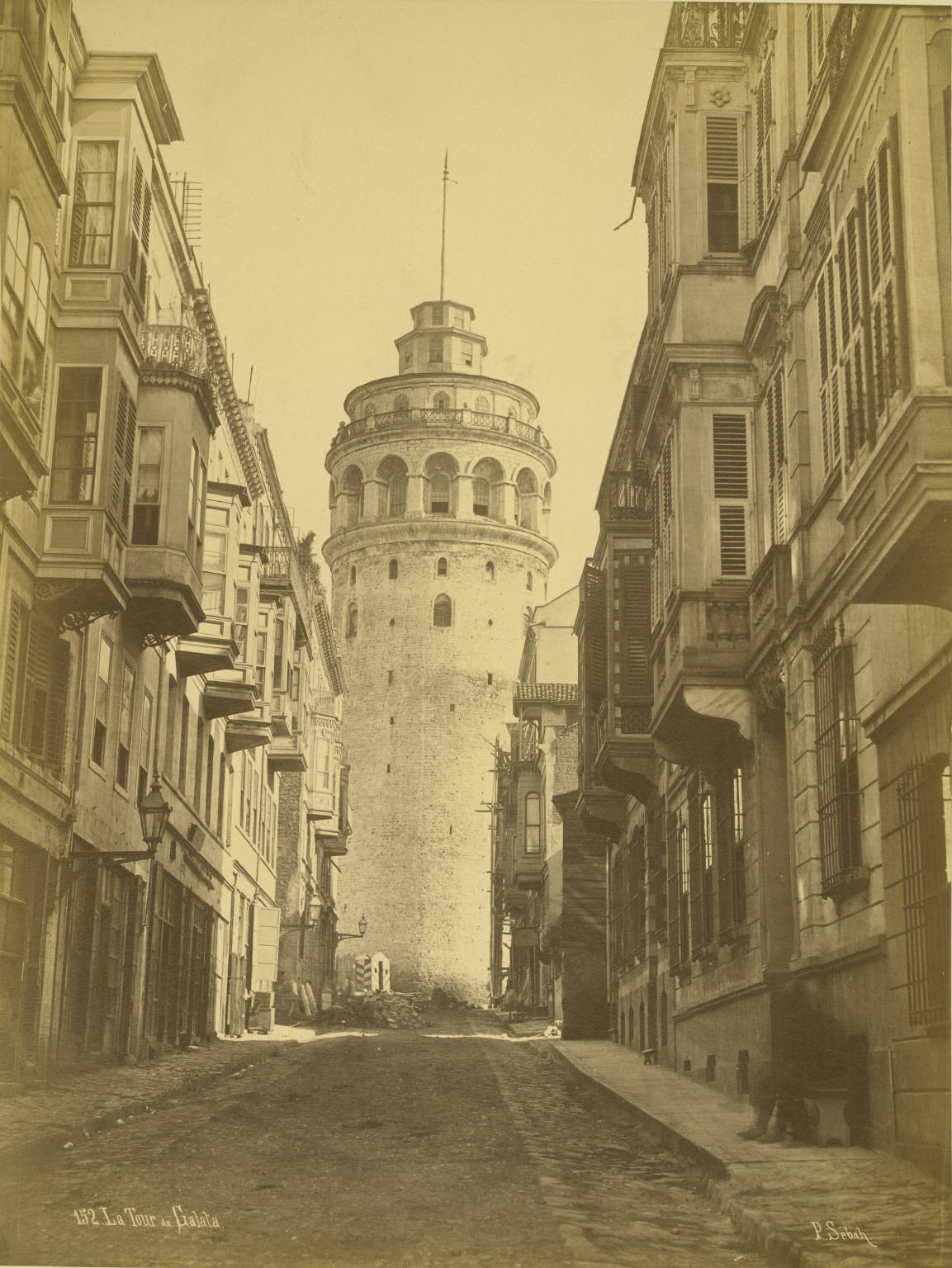
Tour génoise de Galata à Constantinople, photo du XIX

Mais les Génois conservent les défenses érigées (notamment la Tour de Galata, toujours visible aujourd'hui) lors de cette période d'hostilités, alors que les Vénitiens les attaquent régulièrement depuis la mer, sans pour autant apporter à l'empereur le soutien qu'il attendait d'eux contre les Génois.
De fait, les relations entre Vénitiens et Génois à Constantinople restent assez largement corrélées à l'état des relations entre les deux républiques, et celles-ci dégénèrent en affrontements armés en 1350 et 1378 à des périodes où les flottes des cités-État s'affrontent sur la mer. Mais la séparation des zones d'influences et de commerce entre les marchands génois et vénitiens était impossible même en période de conflit, alors que les bateaux des deux républiques accostaient au même port et écoulaient ou chargeaient leurs marchandises au marché de Péra.
Ainsi, si l'Empire byzantin comptait initialement sur son alliance avec la république de Gênes en 1261 pour reprendre Constantinople, celle-ci a, après la reprise de la ville par Alexis Strategopoulos, très largement profité de ses faiblesses pour étendre son emprise commerciale, provoquant, comme sa rivale Venise, son déclin.

#### Royaume de Candie (Crète vénitienne)
La Crète, sous domination vénitienne de 1209 à 1669, est bien plus étendue et plus peuplée que la ville de Venise. Entre 1211 et 1310, 10 000 Latins (au maximum) ont été installés (famille et serviteurs compris), ce qui représente un effort important pour une cité-État comptant environ 60 000 habitants, qui faisait appel à des personnes non vénitiennes d’Italie du Nord. Une pyramide sociale est établie entre les nobles-feudataires, Vénitiens descendants des premiers colons, les nobles crétois (pouvant surpasser dans la hiérarchie des nobles latins déchus), les artisans et commerçants, les paysans libres et les esclaves, essentiellement grecs ou en provenance des Balkans.
La métropole y transporte son système administratif, sa hiérarchie sociale, son organisation urbaine et sa langue, et installe des colons vénitiens qui reçoivent des fiefs, et organise la vie économique. L’île est gérée par un petit nombre (quelques dizaines) de fonctionnaires vénitiens sans aucun lien avec la Crète, ne laissant aux indigènes que le rôle de conseillers ou des postes secondaires de juges, de notaires ou de scribes. Un système d'ambassade est mis à disposition des indigènes pour dénoncer d'éventuelles malversations ou abus de pouvoir des fonctionnaires vénitiens, directement auprès de la métropole.
Les affaires judiciaires sont réglées par des juges vénitiens, mais ceux-ci appliquent le droit local lorsque les affaires opposent des indigènes, le droit vénitien n'étant appliqué que pour les affaires pénales. Des notaires sont également envoyés par Venise pour l'enregistrement des actes. L’État vénitien, « propriétaire suprême », peut confier des terres à perpétuité avec pleins droits d’exploitation et de transmission en échange de services militaires, mais conserve dans les villes des terrains sur lesquels elle peut établir des bâtiments publics.
La domination vénitienne de l'île est marquée par de nombreuses rébellions de la population locale, dont la première éclate dès 1211, et la principale, la révolte de Saint Titus, a lieu entre 1363 et 1368. Plusieurs révoltes d'indigènes aboutissent à une redistribution des terres davantage en faveur des Crétois, mais les Latins gardent l'exclusivité de la gestion des affaires de l’île, du commerce international, et de la nomination des fonctionnaires locaux.
La révolte de 1363 a la particularité d'être déclenchée par les colons italiens eux-mêmes, rejoints par la noblesse grecque locale, pour protester contre d'importantes contributions demandées par la cité-État pour son approvisionnement alimentaire et l'entretien de ses flottes. La république de Venise est obligée de solliciter l’aide des rois de Chypre et de Hongrie, du pape Urbain V, de la reine Jeanne de Sicile, et des chevaliers de Rhodes pour réprimer le soulèvement.

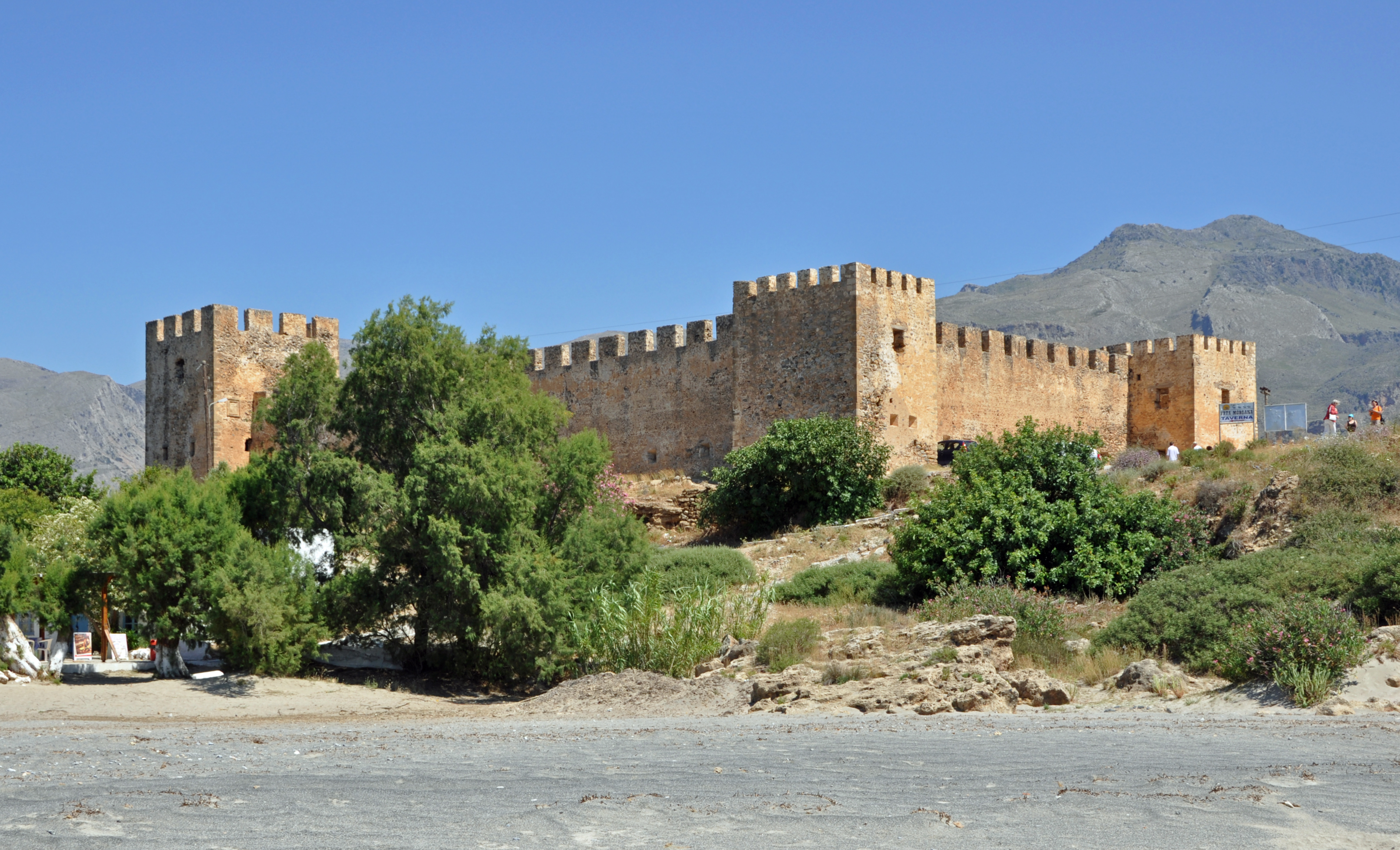
Château vénitien de Frangokastello, à 12 km à l'est de Sphakia en Crète

Le château de Frangokastello est construit par les Vénitiens entre 1371 et 1374 afin de sécuriser la région de Sphakia, alors en prise à la piraterie.
À partir du XVe siècle, de nombreux Grecs, en fuite à la suite de la chute de l'Empire byzantin, se réfugient en Crète. À l'instar de nombreuses métropoles européennes, l'arrivée de ces migrants crée une période d’échanges de connaissances et d'enrichissement intellectuel et artistique, connue comme sous le nom de « Renaissance crétoise ». Cette période est caractérisée par une forte progression de l'alphabétisation de la population, dont une part croissante, y compris parmi les Grecs, est envoyée dans les universités italiennes (principalement Padoue) poursuivre des études supérieures.
L'arrivée en Crète de nombreux manuscrits emportés par les réfugiés de Constantinople fait des monastères de l'île des centres de copistes extrêmement productifs qui accélèrent la diffusion en Europe d'ouvrages religieux, philosophiques et scientifiques.

#### Famagouste (Chypre génoise)
Dès le début du XIIe siècle, un petit nombre de marchands génois s'établit à Chypre à la suite des concessions obtenues des Lusignans. Le premier témoignage d’une présence permanente génoise remonte à 1203 tandis que le premier privilège concédé aux Génois par la maison de Lusignan remonte à 1218. Celui-ci est confirmé par un traité d’alliance conclu en décembre 1232. À la fin du XIIIe siècle, la communauté génoise de Chypre s’accroît fortement à la suite de la chute des derniers États latins d'Orient établis lors de la première croisade, provoquant l'expulsion des marchands italiens établis dans ces comptoirs. Le repli des rescapés de Terre sainte vers Chypre est l’occasion d’une première organisation institutionnelle des communautés génoises dans l’île.
Au XIVe siècle, l'essor de la communauté génoise qui commerce avec les Sarrasins provoque des tensions avec les Lusignan qui les menacent les Génois d'expulsion, ainsi que des manifestations anti-génoises des habitants grecs. Celles-ci s'apaisent en 1365 lorsque Pierre Ier de Lusignan, sollicitant l'aide des Génois pour la croisade contre Alexandrie, signe un nouveau traité de coopération avec eux, leur donnant la liberté de navigation : les nefs sans licence et exemptes de toute imposition. Mais l'assassinat de Pierre 1er quatre ans plus tard provoque une nouvelle période d'instabilité, dont les Génois profitent pour forcer son successeur impopulaire Pierre II, à leur livrer en 1374 la ville de Famagouste. En 1383, Gênes impose au roi Jacques Ier de Lusignan un traité entérinant leur contrôle de la ville.
Si la maîtrise de cette ville offre un avantage stratégique de par sa proximité avec le Proche-Orient, celle-ci est confrontée à d'importants mouvements d'émigrations des populations locales dont la vie se détériore à cause de la cupidité et des malversations des Génois.
Ainsi les Génois, qui représentent un peu moins de la moitié de la population de Famagouste, se mêlent aux autres populations latines venues faire des affaires à Chypre, plaque tournante commerciale entre l'Orient et l'Occident : Pisans, Vénitiens, Placentins, Florentins, Toscans, Languedociens et Catalans.

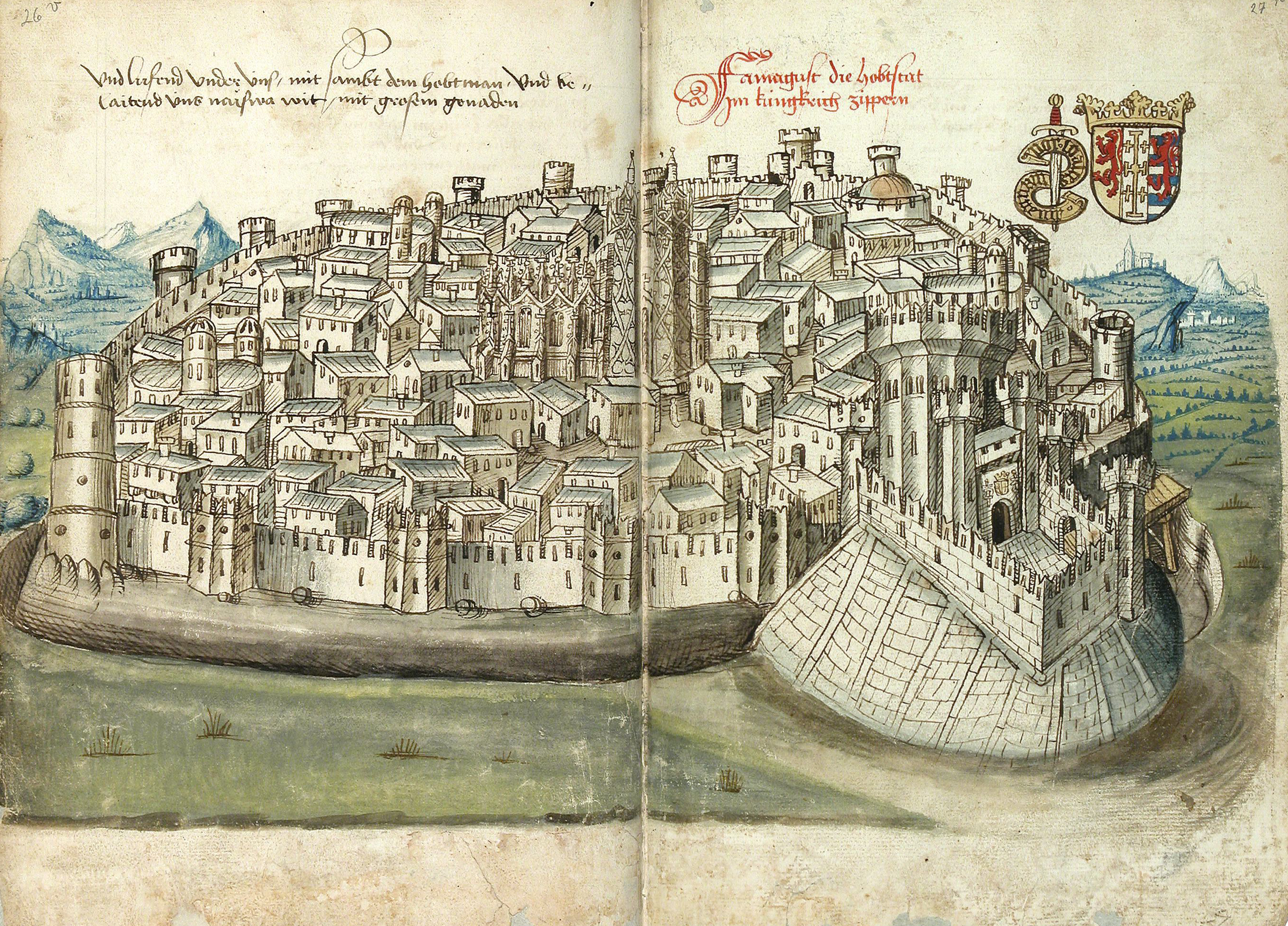
Gravure de Famagouste par Conrad Grünenberg, 1480

Les Grecs se regroupent au sud-est de la ville, et plus à l'est, autour de l'église Saint-Georges des Grecs, tandis les Juifs se regroupent près de la porte de Limassol. Des Juifs de Chypre, mais aussi de Caffa, de Candie, d'Ancóne, de Rhodes, de Jérusalem, et du Portugal s'établissent au cœur du quartier.
Dans ce contexte, la gestion de Famagouste par les Génois s'avère désastreuse. Le monopole établi par les Génois qui surtaxent les escales et menacent d'arrêter tout navire accostant à Chypre dans un autre port que Famagouste, fait fuir les marchands, notamment venitiens et catalans, qui cherchent d'autres routes commerciales pour contourner l'île dont l'emplacement est pourtant stratégique. Ainsi, le renouveau du commerce avec la Syrie dans la seconde moitié du XIVe siècle profite à la Crète, à l'île de Rhodes, et au Péloponnèse, mais non à l’île de Chypre.
Ces baisses de revenus conjuguées au déclin démographique rendent la ville difficile à défendre, alors que celle-ci subit de nombreuses attaques : du roi chypriote Janus en 1404, 1406 et 1407, des Mamelouks en 1425, puis des Catalans en 1441.
En 1447, la colonie génoise en difficulté financière cède la gestion de Famagouste à l'Office de Saint-Georges, une institution financière de l'ancienne république de Gênes. L’Office de Saint-Georges redresse la situation financière, assainit l’administration et fournit des moyens de défense, mais le déclin de la ville est déjà trop avancé, et la cité-État de Gênes se désintéresse peu à peu de ce comptoir.
En 1464, Jacques II de Lusignan assiège Famagouste, et oblige les Génois à capituler, puis se retirer. Quatre ans plus tard, celui-ci épouse la princesse vénitienne Catherine Cornaro, faisant peu à peu rentrer l'île dans la zone d'influence de Venise.

#### Chypre vénitienne
La période vénitienne de Chypre s'étend entre 1489 et 1571, succède l'État latin de Chypre et s'achève lors de la conquête ottomane de l'île. Pendant cette période, la population chypriote passe de 100 000 à 200 000 habitants, notamment en raison des migrations de chrétiens des Balkans assujettis à l'Empire ottoman, encouragées par Venise.

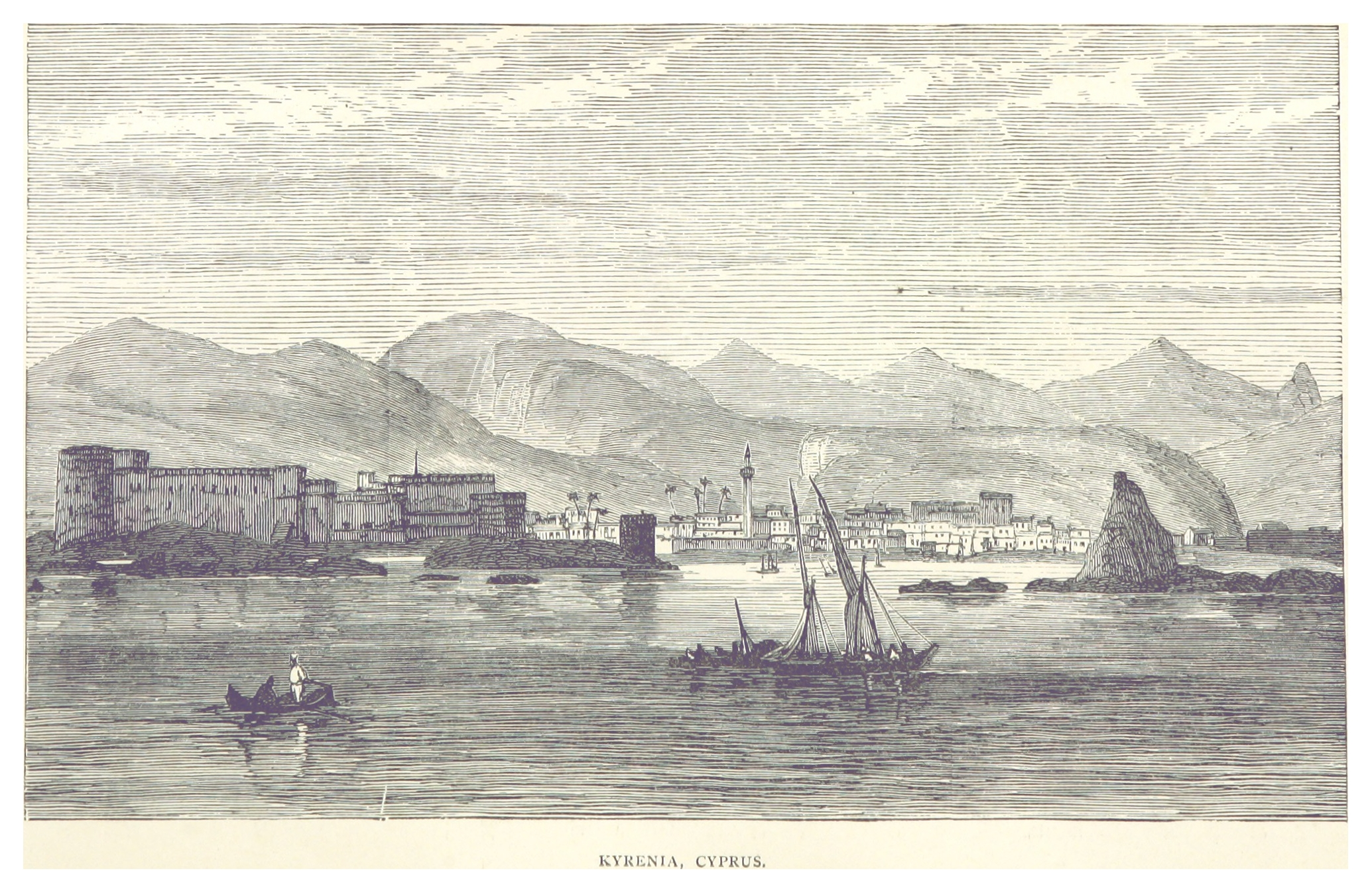
Forteresse byzantine de Kyrenia agrandie par les Vénitiens vers 1540, gravure de 1880.

La dynastie des Lusignan y règne depuis 1192, lorsque les croisés conduits par Guy de Lusignan font de Chypre un État latin, opprimant et confisquant les terres des Grecs considérés et traités comme des « serfs » par la noblesse qui s'empare de l'île.
En 1468, alors que la famille Lusignan est toujours à la tête de Chypre, Venise favorise le mariage de la princesse vénitienne Catherine Cornaro avec Jacques II de Lusignan, grâce auquel celle-ci devient reine de Chypre en septembre 1472. La mort de Jacques II de Lusignan cinq ans plus tard laisse Catherine Cornaro de facto seule représentante du pouvoir politique à Chypre. En 1489, le Sénat vénitien l’oblige à abdiquer et rentrer à Venise, rendant Chypre directement administrée par la république italienne.
Les Vénitiens instaurent alors le système du Reggimento, qui donne à un gouverneur vénitien et à ses deux conseillers le pouvoir de diriger l’île, collecter les taxes, gérer les affaires militaires et de juger les litiges, cumulant les pouvoirs exécutif, législatif et judiciaire. Un Grand Conseil est créé, et un gouverneur militaire installé à Famagouste. Comme dans les autres comptoirs de la Sérénissime, la domination vénitienne à Chypre est essentiellement guidée par l’objectif unique de contribuer à enrichir la cité-État.
Selon le témoignage de l’explorateur allemand Martin von Baumgarten, les habitants de Chypre sont contraints par les Vénitiens de leur verser un tiers de leurs revenus (provenant du vin, de l’huile ou de leurs troupeaux) et sont contraints de travailler pour eux deux jours par semaine.
Cette exploitation forcée crée un fort ressentiment très fort parmi les Chypriotes, contraints par ailleurs d’effectuer un service militaire pour une armée dont ils ne reconnaissaient pas la légitimité.
Ainsi, de nombreux Chypriotes décident d'émigrer dans l'Empire ottoman, et certains sollicitent même l'appui du sultan pour chasser les Vénitiens.
La menace croissante des Turcs pousse Venise à fonder la Sainte Ligue chrétienne, mais celle-ci ne peut empêcher la conquête de Chypre par les Ottomans en 1571 malgré sa victoire à la bataille navale de Lépante en octobre de cette même année.

#### Les îles ioniennes (vénitiennes)
L'île grecque de Cythère est annexée par Venise en 1363 en représailles à la participation de ses propriétaires vénitiens à la Révolte de Saint Titus en Crète, tandis que l'île de Corfou passe sous domination vénitienne en 1386. À l'instar de la Dalmatie vénitienne, ces deux territoires restent sous le contrôle de Venise jusqu'à la prise de la cité-État italienne par les troupes de Napoléon Bonaparte en 1797.

#### Île de Chios (génoise)
A Chio, dans les décennies qui suivent l'installation de l'ïle par Martin Zaccaria en 1304, les distinctions ethniques dans l'habitat s'estompent.
Le traité imposé aux Grecs par l'amiral génois Simone Vignoso en septembre 1346 jette les bases d'une division de la ville de Chios en deux ensembles distinct : les Grecs devaient remettre la citadelle (castrum) à Simone Vignoso et à ses associés et leur livrer deux cents maisons, à un prix établi par une commission mixte, composée d'un Latin et d'un Grec. Ainsi se trouvait facilitée l'installation des Latins dans la citadelle de Chio, tandis que les Grecs semblaient devoir occuper majoritairement les bourgs. Des Grecs continuent néanmoins de résider dans une partie de ces deux cents maisons.

### Autres comptoirs méditerranéens

#### Raguse et la Dalmatie vénitienne
La république de Raguse est sous domination vénitienne de 1205 jusqu'en 1358, période marquée par un développement économique important. 

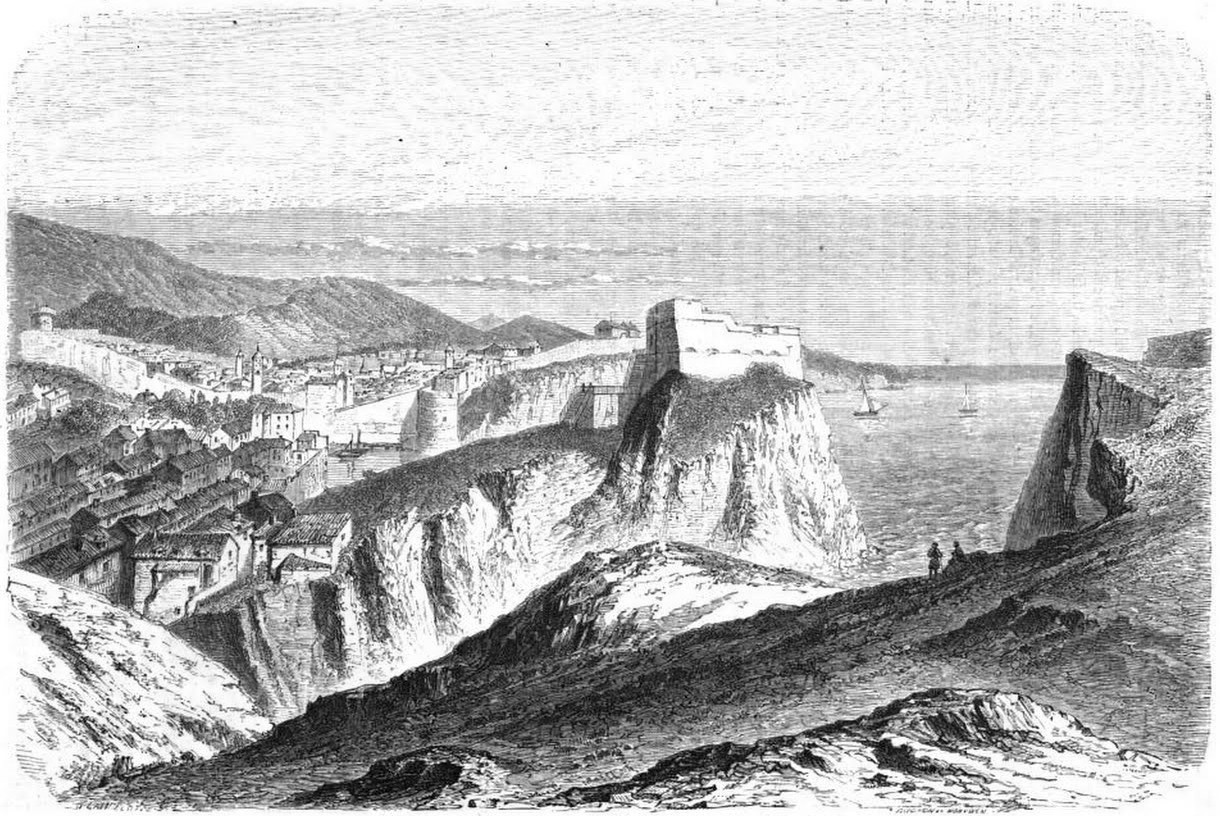
La république de Raguse, vassale de Venise, de la Hongrie, puis de l'Empire ottoman, reste souveraine jusqu'à Napoléon. Gravure de Dieudonné Lancelot, Le Tour du monde, 1860.

Venise ne cherche pas à écraser son ex-rivale car la ville ne la concurrence plus dans les échanges commerciaux, et lui accorde les mêmes patentes que Byzance auparavant : ainsi, les exportations de la ville sont exemptées de droits de douane à Venise.
La région est protégée des menaces extérieures, et constitue en échange une base navale vénitienne et une importante source de revenus pour Venise grâce aux ressources et aux routes commerciales qu’elle maîtrise. Raguse préserve une certaine autonomie, néanmoins limitée par des règles restrictives, qui concernent essentiellement le commerce maritime. Raguse passe sous domination hongroise en 1358
À partir de 1410, la majorité des communes et des îles de la Dalmatie repasse sous la domination de Venise sous le nom de « Dalmatie vénitienne », qui intègre les villes de Zara, Šibenik, Trogir et Split, ainsi que les îles de Pag, Hvar, Brač et Korčula. Les villes dalmates sont implantées à l’intersection des voies maritimes, qui relient l’ouest (au travers de l’Italie) au Levant, ainsi que des voies terrestres, qui permettent la jonction entre l’arrière-pays balkanique et la zone adriatique. Dotée d'un fort potentiel agricole dans lequel Venise n'intervient pas, la Dalmatie vénitienne peut librement développer ce secteur essentiellement dans les céréales et le vin, ainsi que l'élevage de bovidés, de chevaux, d’ovins, de cochons et d’ânes.
Parallèlement, ces communes enrichissent les fondements de leurs économies par des activités spécifiques aux zones maritimes : les salines (dont Venise capte une part importante des bénéfices), la construction navale (bénéficiant de ressources forestières locales importantes) et la navigation. Ces secteurs représentent un avantage certain par rapport aux villes de l’intérieur et permettent aux cités dalmates d’être intégrées aux courants économiques européens, tout en se développant socialement.
Tout en laissant une certaine autonomie aux villes et aux populations de Dalmatie vénitienne, Venise s'approprie néanmoins plusieurs biens immobiliers en bénéficiant de l'exil des partisans du roi Sigismond de Luxembourg, dont les terres étaient confisquées par la Sérénissime.
Venise réglemente aussi le commerce expéditeur de la Dalmatie vénitienne, afin d'en retirer le maximum de profit. À plusieurs reprises, Venise interdit à la Dalmatie tout échange avec d'autres villes italiennes qui lui sont rivales afin de protéger sa position dominante. Ces restrictions concernent essentiellement des produits textiles, agricoles, et les métaux, et ne peuvent être levées que si ces marchandises passent par Venise où d'importants droits de douane sont prélevés. Ces restrictions sont aussi parfois suspendues en cas de pénuries importantes dans certaines villes dalmates.
Entre 1463 et 1573, trois guerres opposant Venise et l'Empire ottoman font subir de nombreux assauts turcs à la Dalmatie, bien que la deuxième et troisième guerre se concentrent essentiellement au sud de la Grèce. Si Venise parvient à préserver l’essentiel des territoires qu'elle contrôle sur l'Adriatique (à l'exception de quelques petites îles), une part importante de l'effort de guerre est supportée par la Dalmatie vénitienne, provoquant plusieurs ralentissements et crises économiques. Une partie de la population dalmate est enrôlée dans les galères vénitiennes qui partent combattre les Turcs, allant jusqu'à fournir un tiers des effectifs de la flotte vénitienne. Ainsi pour tout conflit armé, même lointain mais impliquant Venise, les populations dalmates sont fortement mises à contribution, et la ville de Zara est la plus sollicitée.
Les exactions et les famines subies par les populations de Dalmatie durant ces guerres ont des effets négatifs sur la démographie, mais ceux-ci sont en partie compensés par l'arrivée de réfugiés chrétiens fuyant la Bosnie et l'Albanie conquises par les Turcs. Des Grecs et des Juifs font partie des migrants qui repeuplent les villes dalmates à partir de la deuxième moitié du XVIe siècle, au cours de laquelle la situation militaire se stabilise.
Ce n'est qu'à la fin du XVIIe siècle, à la suite du Traité de Karlowitz officialisant la défaite de la Sublime Porte lors de la guerre austro-turque de 1683-1699), que les Ottomans abandonnent toute prétention territoriale en Dalmatie.
La domination vénitienne du nord de la Dalmatie prend fin lorsque cette région est annexée par l'Autriche en 1797, puis par la France en 1808 lors de la campagne de Dalmatie.

#### Corse génoise
Au début du XIVe siècle, après avoir vaincu la république de Pise, Gênes est en concurrence avec le royaume d'Aragon qui vient d'établir sa domination sur la Sardaigne, pour contrôler la Corse. La révolte anti-féodale de 1358 lors de laquelle les paysans sollicitent l'appui de Gênes contre les barons soutenus par le royaume d'Aragon, permet à la république italienne de prendre le contrôle du nord de l'île, dont la division perdure aujourd'hui. La rivalité entre Gênes et le royaume d'Aragon allié à Venise pour le contrôle de la Corse se poursuit jusqu'au milieu du XVe siècle, mais la population corse est davantage favorable à Gênes.

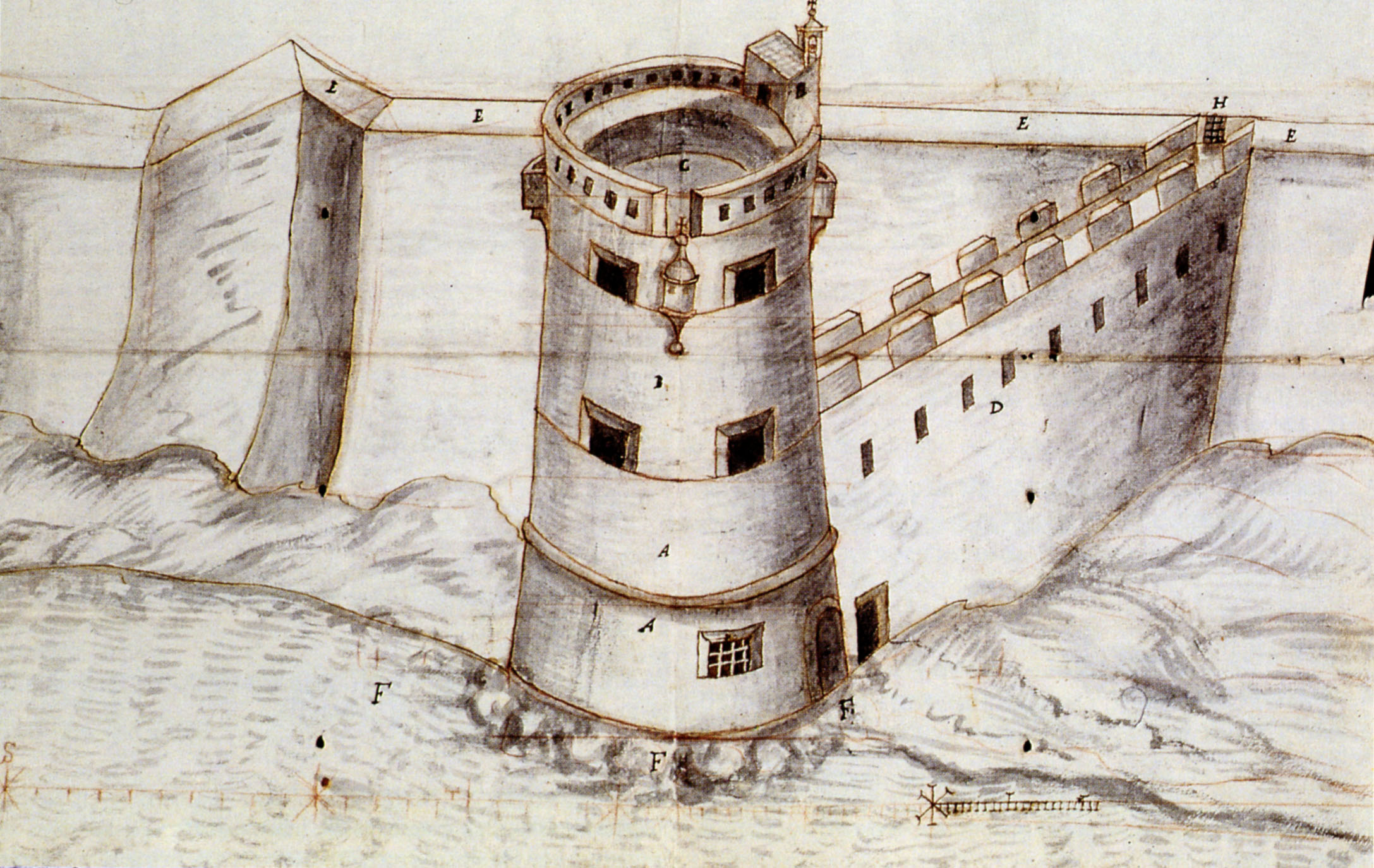
La tour du Sel à Calvi, forteresse génoise puis entrepôt de la gabelle, dessin de 1700.

En 1453, la Corse est cédée à l'Office de Saint-Georges, à l'instar de Famagouste quelques années plus tôt.
En 1553, une coalition franco-ottomane appuie une révolution corse contre la république de Gênes, et s'empare de l'île avant de la restituer à Gênes en 1559 par le traités du Cateau-Cambrésis. Les années suivantes, Sampiero Corso, meneur des révoltes des années 1550, relance les hostilités contre Gênes, qui ne rétablit l'ordre que dix ans plus tard en 1569, après la mort en 1567 de Sampiero Corso.
La domination génoise se poursuit sur l'île tout au long du XVIIe siècle, mais de nouvelles émeutes éclatent en 1729 menant à la guerre d'indépendance corse, qui aboutit à la cession de la Corse au royaume de France par Gênes en 1768.

#### Comptoirs génois en Afrique du Nord
À la suite de sa victoire sur Pise à la fin du XIIIe siècle, la république de Gênes prend le contrôle d'une partie de la ville de Jijel (actuellement en Algérie), qu'elle partage avec le royaume d'Aragon. Une route commerciale est établie entre le comptoir de « Djidjelli » et Constantinople. Au début du XVIe siècle, la ville est conquise par les frères Barberousse pour le compte du sultan ottoman Soliman Ier, puis devient théâtre d’affrontement entre l'Empire ottoman et le Saint-Empire romain germanique de Charles Quint.
Par la suite, entre le XVIe siècle et le XVIIIe siècle, les Génois établissent un nouveau comptoir sur l'île de Tabarka, de 25 hectares, situées à quelques centaines de mètres des côtes au nord-ouest de la Tunisie, pour la pêche et le commerce entre l'Europe et l'Afrique du Nord. Pendant deux siècles de 1542 à 1742, Tabarka est habitée par de nombreux colons, appelés Tabarquins, venant du quartier génois de Pegli, organisés par la noble famille génoise des Lomellini. Au début du XVIIIe siècle, en raison du déclin économique de l'île, des membres de la colonie commencent à émigrer en 1738 sur l'île San Pietro, près de la Sardaigne, où ils fondent la ville de Carloforte. Délaissée par les Génois, l'île de Tabarka est prise par les Ottomans en 1741.

### Comptoirs de la mer Noire
Les comptoirs italiens de la mer Noire sont caractérisés par une domination commerciale écrasante de la république de Gênes, contrairement aux îles grecques principalement dominées par Venise. Au milieu du XIVe siècle, l’historien byzantin Nikèphoros Grègoras dénonce la démesure des Génois qui prétendaient disposer en exclusivité du droit de contrôler la façade pontique de la Horde d’Or.
Les comptoirs de Péra, Caffa et Trébizonde, qui, au début du XIIIe siècle, concentrent le plus gros de leurs affaires, furent parmi les premiers que les Génois se proposèrent de mettre à l’abri de leurs éventuels adversaires en les dotant de fortifications.

#### Dans l'empire grec de Trébizonde
Après le sac de Constantinople en 1204, l'Empire byzantin est divisé entre l'Empire latin de Constantinople (contrôlé par les croisés ayant pris la ville), l'empire de Nicée à l'ouest de l'Anatolie, et l'empire de Trébizonde sur la région du « Pont ». La dynastie des Comnène, descendant d'Alexis Ier règne sur ce dernier. Contrairement à l'empire de Nicée, l'empire de Trébizonde n'est pas réintégré à l'Empire byzantin après la reconquête de Constantinople en 1261, et dure deux siècles et demi jusqu'à sa conquête par Mehmed II, huit ans après la prise de Constantinople par ce même souverain.
À partir de la deuxième moitié du XIIIe siècle, étant situé sur le bord de la mer Noire, l'empire de Trébizonde est bien placé pour bénéficier des routes de la soie et devenir une étape commerciale importante, mais manque d'une flotte suffisante. En 1261, à la suite du traité de Nymphaeon permettant aux Génois d'accéder à la mer Noire, l'empire de Trébizonde profite de cette occasion pour nouer une collaboration avec la république de Gênes disposant d'une flotte puissante et à la recherche de comptoirs commerciaux.

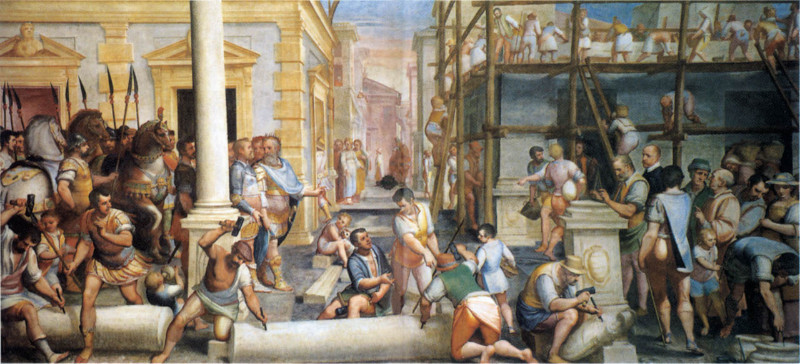
Construction d'un entrepôt par les Génois de Trébizonde, fresque de Luca Cambiaso, peinte en 1571.

La collaboration entre la république de Gênes et l'Empire grec, qui dure deux siècles à partir de 1261, est fructueuse et réciproquement bénéfique. Elle permet à Gênes de disposer d'étapes idéalement situées au sud de la mer Noire en face de la Crimée où se trouve la Gazarie, et à Trébizonde de s'enrichir en touchant une partie des bénéfices du commerce génois. Les Génois s'implantent dans les villes d'Amastris et Sinope, et construisent leur propre forteresse dans la ville de Trébizonde.
Néanmoins, à l'instar de Constantinople, les relations entre Grecs et Génois deviennent rapidement déséquilibrées en faveur des marchands italiens. Les Grecs, dont le territoire enclavé est menacé par les peuples Turkmènes au sud et Géorgiens à l'est, sont dépendants de la puissance maritime des Génois, qui eux disposant d'autres comptoirs en mer Noire, ne dépendent pas des Grecs.
Les empereurs de Trébizonde accumulent par ailleurs plusieurs dettes vis-à-vis des Génois, provenant de marchandises retenues ou achetées à crédit, ou d'indemnités exigées par les Génois à la suite de conflits. Dans ce contexte de rivalité et d'ambitions expansionnistes des Génois, leur collaboration avec l'empire de Trébizonde est interrompue par plusieurs affrontements armés dont les principaux ont lieu en 1304, 1313-1314, 1348-1349, et 1415-1418,. La république de Gênes sort victorieuse de ce dernier, et exige de nouvelles compensations pour les dégâts subis, contribuant à accroître la tutelle italienne sur l'Empire.
En 1429, Jean, fils de l'empereur Alexis IV de Trébizonde, envoyé en exil après avoir tenté d'assassiner son père, se rend au comptoir de Caffa et sollicite un appui militaire des Génois pour prendre le pouvoir. Malgré la réticence des Génois, Jean réussit à louer un navire et à engager un équipage et des miliciens, avec qui il débarque à Kordyle en octobre 1429, renverse son père qui est tué pendant le coup d'État, et lui succède sous le nom de Jean IV de Trébizonde.
Ses trente années de règne sont marquées par une dépendance totale vis-à-vis des Génois, alors que le commerce avec la Gazarie est désormais vital pour l'Empire complètement encerclé par les Turcs sur la terre ferme. Jean IV de Trébizonde noue plusieurs alliances avec Rome, le royaume de Géorgie et les Moutons Blancs de Ouzoun Hassan, mais ne peut empêcher la prise de Trébizonde par les Ottomans en 1461, dont les Génois sont chassés. Les dettes colossales accumulées par l'Empire vis-à-vis de Gênes sont perdues.

#### Dans les territoires de la Horde d'or

Territoires de la Horde d'or (1389), avec pour capitale Sarai Berke (aujourd'hui ville russe de Voljski). L'essentiel des comptoirs italiens sont implantés au sud de la Crimée.

Dans leurs comptoirs du nord de la mer Noire (essentiellement en Crimée), les marchands italiens sont soumis à l'autorité des khans mongols, à qui ils versent des indemnités en échange de leur occupation de territoires, ainsi que des droits de douane pour les produits importés. Les relations entre les marchands italiens et les khans mongols sont plus équilibrées et réciproquement bénéfiques. L'implantation des Italiens dans les territoires de la Horde d'or leur donne accès aux routes de la soie, tandis que les Mongols, n'étant pas navigateurs, bénéficient des voies maritimes italiennes reliant l'Asie et l'Europe via la mer Noire,.
À la suite du traité de Nymphaeon conclu en 1261, les Génois sont les mieux placés pour dominer le commerce en mer Noire, mais les Vénitiens y accèdent à leur tour à la suite d'un accord conclu avec Byzance en 1268. La concurrence entre les deux thalassocraties italiennes y est particulièrement féroce, mais Gênes réussit sur le long terme à garder sa position dominante. Leur rivalité s'accentue à la fin du XIIIe siècle, à la suite de la chute de Saint-Jean-d'Acre, principal avant-poste du commerce oriental vénitien, qui pousse Venise à chercher en mer Noire d’autres itinéraires vers l’Asie. La menace vénitienne contre l’hégémonie génoise en mer Noire est ainsi la principale cause de la guerre des Détroits (bien que l'essentiel des affrontements lors de ce conflit ait lieu en Méditerranée), qui se conclut en 1299 par une défaite vénitienne et un renforcement de la domination génoise.
L'éloignement des comptoirs de la mer Noire par rapport aux métropoles européennes et le climat hostile provoque un brassage ethnique bien plus important entre populations occidentales, ne pouvant pas se permettre de vivre séparément. Les différentes populations latines se mêlent aux populations juives, grecques, arméniennes et tartares.
On observe par exemple dans le comptoir génois de Caffa en Crimée, que le tracé des murailles érigées au XIVe siècle, veut délimiter trois zones concentriques : le Castrum et la civitas, protège les bâtiments publics et les maisons des Génois, les bourgs, réservés aux Orientaux, et au-delà des murs, les faubourgs. Mais dans les faits, les populations de différentes origines finissent par se mélanger. Au début du XIVe siècle, la ville de Caffa compte environ 11 000 habitations, et son port peut accueillir plus de deux cents navires, selon les descriptions rapportées par l'explorateur berbère Ibn Battûta

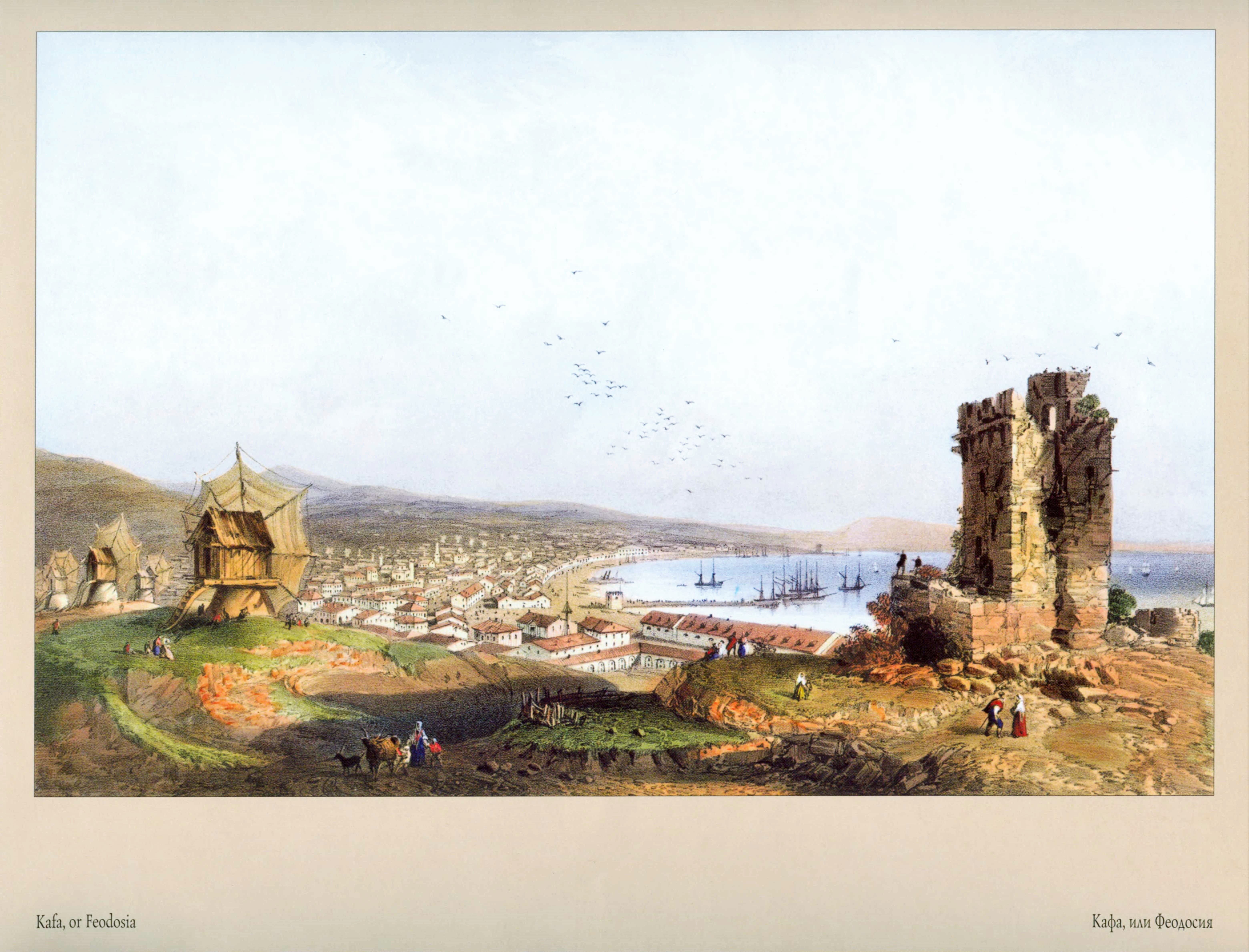
Théodosie, à l'emplacement de l'ancien comptoir de Caffa, avec au premier plan les ruines de la forteresse génoise, tableau de Carlo Bossoli, 1856

Le comptoir vénitien de Tana, sur le bord de la mer d'Azov, n’est pas une ville indépendante, mais intégrée à la ville mongole voisine, Azaq. Ces deux villes médiévales forment l'actuelle ville d'Azov en Russie, tandis que le canal de « rio della Tana » à Venise tient son nom de cet ancien comptoir vénitien. Une grande partie du commerce médiéval d’esclaves se fait à partir de ce comptoir (bien que Caffa reste à cet égard plus important), qui expédie aussi d'importantes quantités de chanvre utilisées pour la fabrication des cordes. Alors que les comptoirs vénitien et byzantin de Soldaia (d'où Marco Polo entame son voyage en Chine) et Cembalo en Crimée sont annexés par Gênes vers 1365, celui de Tana est le seul de la mer Noire à résister durablement à l'hégémonie génoise.
Parallèlement, comme dans les territoires grecs, l'enrichissement de ces comptoirs et les ambitions expansionnistes des républiques italiennes provoquent plusieurs épisodes de tensions et d'affrontements avec les populations locales, dont les épisodes les plus marquants sont les sièges de la ville de Caffa par les Mongols entre 1307 et 1308, puis entre 1345 et 1347. Ces deux confrontations particulièrement meurtrières se terminent par l'évacuation de Caffa par les Génois, la deuxième étant à l'origine de la grande pandémie de peste noire de 1347 en Europe, à cause de la dispersion des navires transportant à leurs bords des rats noirs infectés. Cependant, à chaque fois, les négociations reprennent rapidement entre les belligérants, chacun ayant besoin de poursuivre les échanges commerciaux, sources importantes de revenus. Paradoxalement, les Génois ressortent même renforcés de ces conflits en imposant d'importantes concessions aux Mongols en échange de la reprise du commerce, tout en accroissant leur domination au détriment de Venise.
Les marchands génois obtiennent ainsi des khans l’autorisation d'agrandir et de fortifier leurs comptoirs, et d'imposer à tous les bateaux qui naviguent dans la région (y compris vénitiens) de faire escale à Caffa, en acquittant la taxe d’ancrage fixée. Le taux des taxes perçues est fixé en fonction de la quantité des marchandises et de la valeur de la cargaison, et les marchandises mises en vente sur place sont soumises au tarif douanier local.
Après l'assassinat en 1357 du khan Djanibeg (qui avait assiégé Caffa entre 1345 et 1347), les marchands italiens bénéficient d'un rapport de force encore plus favorable face aux Mongols dont l'Empire se disloque. Un événement marquant de cette tendance est l'assassinat en 1380 du khan Mamaï par les Génois à Caffa, où celui-ci s'était réfugié après sa défaite face aux troupes russes de Dimitri Ier Donskoï à la bataille de Koulikovo.
Le développement de ces comptoirs se poursuit pendant la première moitié du XVe siècle, jusqu'à la prise de Constantinople en 1453, qui restreint considérablement l'accès des marchands italiens à la mer Noire. Vingt-deux ans après, la Crimée est à son tour conquise par Mehmed II en 1475 (le port de Caffa est pris par le grand vizir Gedik Ahmed Pacha).

#### Dans l'embouchure du Danube
À partir du début du XIVe siècle, un rôle important est assumé par la route qui reliait les Bouches du Danube, dominées par les Génois, dont les principaux comptoirs génois sont Licostomo et Maurocastrum,.

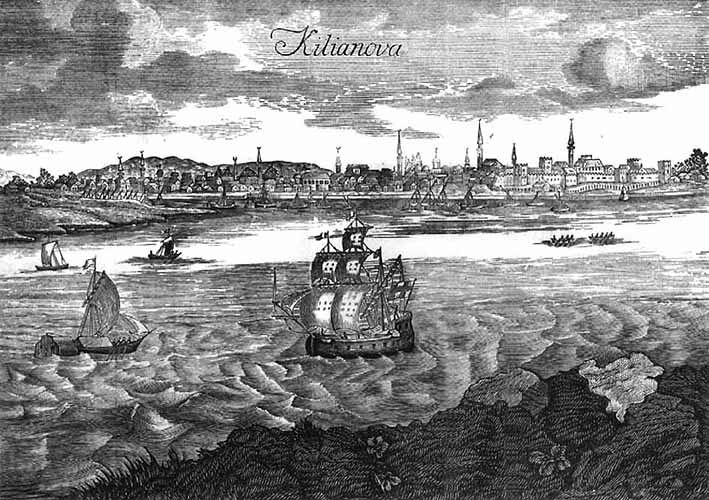
Représentation du XV de la ville ukrainienne de Kilia dans laquelle se trouvait le comptoir de Licostomo

Pendant près d'un demi-siècle, le « despote » bulgare Dobrotitsa, suivi par son fils Ivanko, maîtres du despotat de Dobroudja, opposent une farouche résistance aux Génois en attaquant leurs navires sur la route entre Licostomo et Constantinople et en lançant des attaques contre leurs comptoirs des Bouches du Danube. En 1387, Ivanko capitule, et reconnait d'importants privilèges aux marchands génois, ce qui contribue à sécuriser cette route commerciale sur laquelle les Génois prennent le contrôle d'autres villes, notamment Kaliakra, un poste important sur l’itinéraire entre Caffa et Constantinople.
À l'instar de la Dalmatie vénitienne, ces villes bien qu'initialement soumises par la force à la république de Gênes, bénéficient les années suivantes d'un développement économique important grâce aux échanges commerciaux qui transitent par leurs territoires.
À la fin du XVe siècle, la région du Boudjak dans laquelle sont situées ces comptoirs, accepte de se soumettre à l'Empire ottoman pour éviter d'être attaquée par les Turcs, à la suite de quoi les marchands génois en sont expulsés.

## Gestion des exploitations, des flux commerciaux et financiers

### Gestion des exploitations et logistiques
Malgré les distances séparant les cités-États de leurs possessions et la lenteur des communications, les républiques italiennes imposent une centralisation administrative rigoureuse.
La Crète occupe dans le système vénitien une position centrale, car elle reçoit et transmet les instructions destinées aux Cyclades, puis à Chypre.
Pour ce qui concerne Venise, tout l'argent tiré des comptoirs d'outre-mer, par le jeu des monopoles et des taxes sur la consommation, revient en Italie. Ainsi, dans la deuxième moitié du XVe siècle, les recettes de la Sérénissime sont équivalentes à celles du royaume de France.
À la différence de Venise où les décisions sont centralisées au niveau de l'État, la république de Gênes laisse l'initiative de certaines conquêtes à des particuliers et à des groupes privés. La famille des Gattilusi est maîtresse de l'île grecque de Mytilène, et les armateurs qui ont réalisé la conquête de Chios sont unis au sein d'une « mahone » (association de créanciers de l'État) leur permettant de jouir de tous les revenus de l'île.

### Innovations économiques et financières
L'historien Fernand Braudel, ainsi que l'économiste Jacques Attali considèrent le rayonnement au Moyen Âge des villes de Venise, Gênes, Florence, mais aussi Bruges et Amsterdam, comme précurseurs du capitalisme industriel et commercial,,.

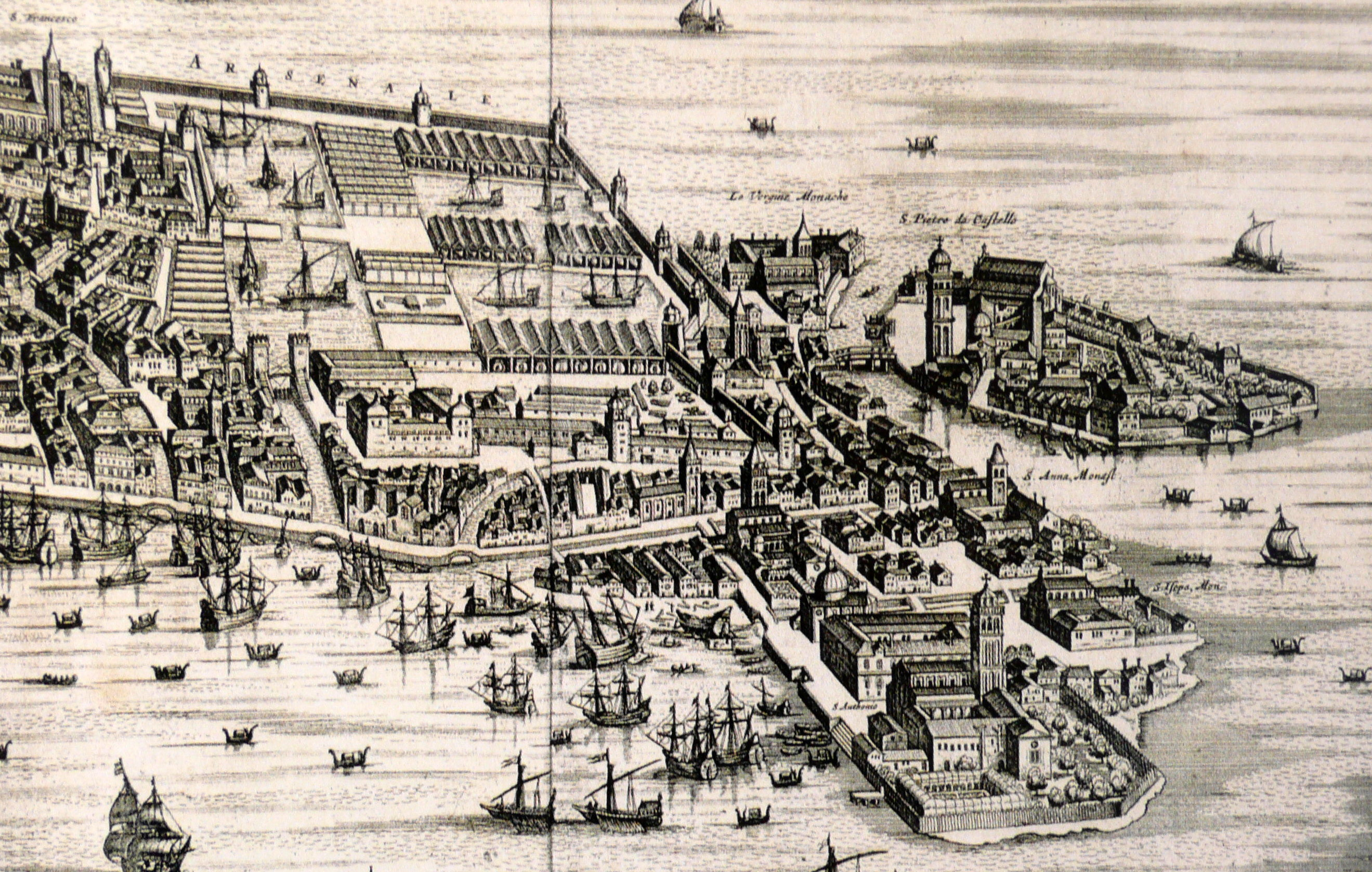
Arsenal de Venise, gravure de Johannes Blaeu (1596-1673)

Plusieurs innovations technologiques et organisationnelles sont à mettre au crédit des marchands italiens pour faciliter leur commerce :
- Dans le domaine maritime, d'importants chantiers navals, dont le principal est l'arsenal de Venise d'une capacité de production de 80 galères, permettent aux républiques italiennes d’accroître la production navale via des méthodes pionnières d'« organisations scientifiques du travail »[89]. Les marchands et armateurs italiens perfectionnent leurs navires leur permettant d’accroître considérablement leur tonnage et leur productivité : la galere da mercato vénitienne, utilisant à la fois la voile et la rame, peut transporter jusqu'à 300 tonnes[32].
- En 1283, l'« Incanto des galées du marché » est mis en place à Venise[90]. Ce système, ancêtre de la bourse, permet aux marchands et aux armateurs de prendre des participations dans chaque voyage, et de se partager la cargaison au retour des navires au prorata de leur mise de départ[90]. De très nombreux petits épargnants se cotisent via ce système pour financer des expéditions maritimes[32].
- Les autorités émettent de nouvelles monnaies, notamment le florin à Gênes et Florence[91], et le ducat d'or vénitien, qui devient la principale monnaie du commerce en Méditerranée[92].
- Sur le plan juridique, les notaires italiens innovent dans de nouvelles formules contractuelles, notamment avec les systèmes de commande, de lettre de change (inventée par les banquiers génois et perfectionnée par les Vénitiens), et assurances[87].
- La comptabilité en partie double est codifiée à Venise à la fin du XVe siècle, par le moine franciscain Luca Pacioli dans l'ouvrage « Summa di arithmetica, geometrica, proportioni et proportionalita », popularisant des méthodes utilisées de longue date par les marchands italiens, transmises jusqu'alors de bouches-à-oreilles entre patrons et apprentis[93].
- Le chèque et la holding sont inventés à Florence à la même époque[32].

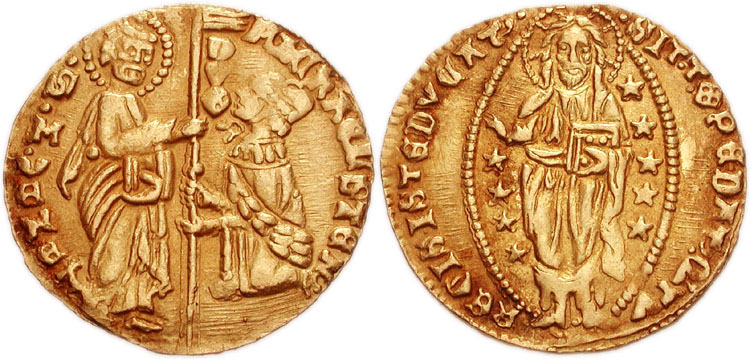
Ducat d'or vénitien, XIV.

Vers 1560, la ville de Gênes, passée sous domination de Charles Quint, devient le premier marché financier d'Europe et le « cœur » du capitalisme de l'époque.

## Produits échangés

### Commerce de soie et de textile
Aux XIIIe et XIVe siècles, l'établissement des routes de la soie est rendu possible par la Pax Mongolica, une stabilisation des relations entre les peuples d'Eurasie résultant de leur intégration dans l'Empire mongol après les conquêtes de Gengis Khan et de ses successeurs. Ces routes permettent aux républiques italiennes d'importer de la soie originaire de Chine, longtemps en position de quasi-monopole. À partir du début XVe siècle, la ville de Florence développe une production domestique de soie.
Les républiques italiennes importent également du coton de Sicile, d'Égypte et de Syrie, avant de le produire dans leurs exploitations situées en Crète et à Chypre. Des lainages originaires de Flandre et de Florence sont également achetés et entreposés à Venise, avant d'être revendus sur d'autres marchés.

### Commerce agricole

#### Commerce d'épices
Les siècles suivants, le commerce des épices, vaste ensemble de condiments, produits pharmaceutiques et tinctoriaux (colorants et peintures) en provenance de l'océan Indien et d'Extrême-Orient, représente l'un des principaux moteurs de l'économie de l'Occident. Le gingembre est importé de Chine via les routes mongoles de la soie et des épices et le poivre du port d'Alexandrie, puis ces produits sont revendus sur les marchés européens,.

#### Commerce de sucre
À la fin du XIVe siècle, Génois et Vénitiens multiplient les importations de sucre autant que d’épices, dont la production originaire du Levant, de Chypre et de Crète est revendue sur les marchés de Bruges, Londres, et dans les villes italiennes de Pise et de Florence. Au XVe siècle, Venise fonde la première raffinerie sucrière d’Europe.

#### Commerce de céréales
Sous domination vénitienne, la Crète est un grand fournisseur de céréales de la république italienne, à l'instar mais dans une moindre mesure, de l'île de Chios et de la Corse pour la république de Gênes. Les principaux « greniers à blé » des républiques italiennes sont cependant la Provence et la Sicile.

#### Produits issus de la chasse et de l'élevage
Dotée d'un fort potentiel agricole, la Dalmatie vénitienne se développe dans l'élevage de bovidés, de chevaux, d’ovins, de cochons et d’ânes.
Les comptoirs italiens de mer Noire réceptionnent du continent asiatique de la cire, du miel, des fourrures et du cuir, et les redistribue dans toute la Méditerranée.

#### Autres produits agricoles alimentaires
Les « pistacia lentiscus » produisent sur Chios du mastic, très apprécié à l'époque car censé être doté de vertus curatives et purificatrices de l'estomac et du foie.

#### Matières premières pour la construction navale
Dans leurs zones d'influences méditerranéennes, les républiques italiennes produisent du aussi bois, très utilisé dans la construction navale, notamment en Dalmatie vénitienne, dotée de ressources forestières locales importantes,.
Le chanvre, également utilisé dans la construction navale pour la fabrication de cordages, est expédié des comptoirs de la mer Noire, mais sa culture est par la suite largement relocalisée en Italie qui en devient l'un des premiers producteurs mondiaux à partir de la fin du XVe siècle.

### Commerce de ressources minières

#### Le commerce de sel

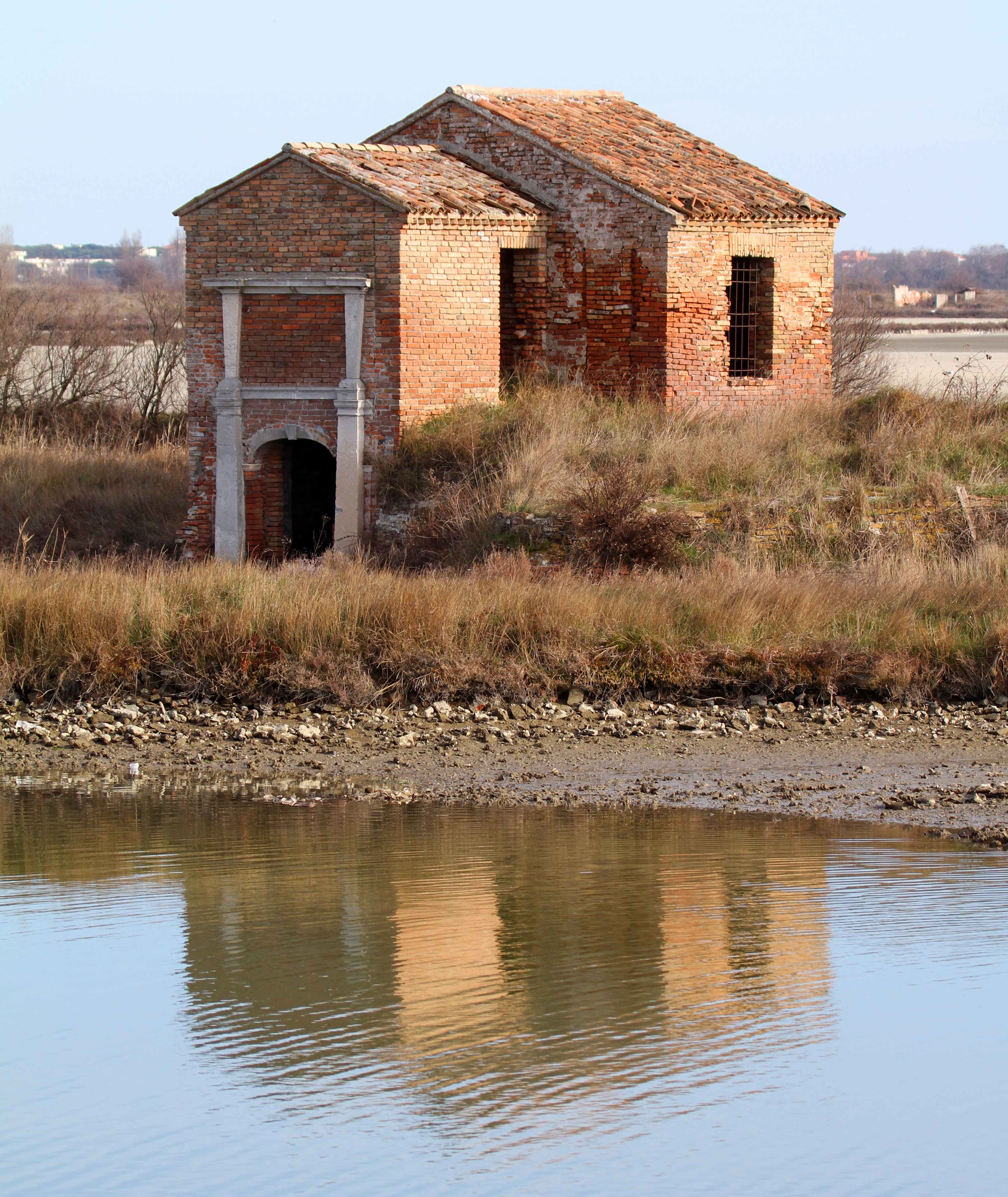
Ancienne saline de Comacchio.

La république de Venise, pauvre en matières premières, a historiquement bâti sa puissance économique sur l'exploitation des mines de sel de Comacchio à 100 km au sud de la ville, dont les Vénitiens prennent possession par la force en 932,.
L'exploitation dans ces ressources était le fait de particuliers, sous stricte surveillance des agents locaux de l'Office du Sel. Celui-ci négociait des contrats décennaux avec les producteurs, et garantissait ainsi son approvisionnement à terme.
Au milieu du XIIIe siècle bénéficiant d'une position dominante dans la production à la suite de cette prise de contrôle, la Sérénissime étant son monopole dans la vallée de Pô, notamment aux villes de Ravenne, Cervia et Ferrare. Parallèlement, Venise contrôle les salines de la Dalmatie vénitienne, et capte une part importante des bénéfices.

Entre 1482 à 1484 la concurrence pour la production et le commerce du sel dans le nord de l'Italie est la cause d'une guerre entre la république de Venise à la république de Gênes et aux États pontificaux, et Hercule Ier d'Este, duc de Ferrare allié à son beau-père Ferdinand Ier de Naples. La guerre de Ferrare, aussi appelée « guerre du sel », se solde par une victoire vénitienne qui étend son contrôle sur la terre ferme, incluant Rovigo et une large bande du delta du Pô, très fertile. Cette acquisition marque le point culminant des possessions territoriales vénitiennes et de son influence.

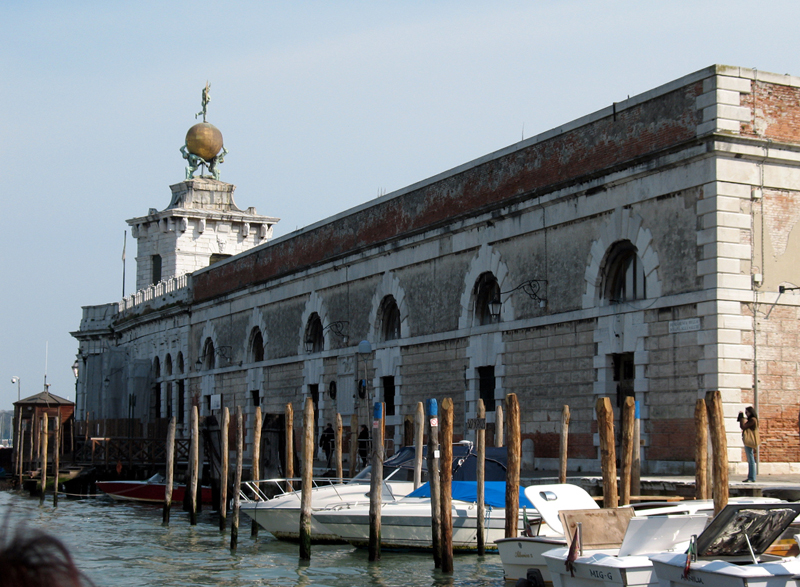
Dogana da Mar, lieu de taxation des marchandises et entrepôt pour le sel et les denrées de luxe

Au XVIe siècle, Venise diversifie ses approvisionnements en étendant son empire maritime, notamment en Dalmatie, à Chypre et à Corfou. Néanmoins, la forte hausse de la consommation de sel à Venise limite les capacités d'exportations de la république italienne, qui cherche de nouveaux fournisseurs en dehors de ses zones d'influence, notamment du côté des Baléares, de la Sardaigne, de Malte, de la ville de Trapani en Sicile et Alexandrie.
Le sel est par la suite essentiellement revendu sur la terre ferme vers des villes italiennes et européennes, avec un prix variable selon la qualité ; le gros sel en provenance d'Ibiza et de Chypre étaient les plus chers. Mais le monopole de Venise n'allait pas au-delà des villes italiennes, et le prix du sel chutait fortement en raison de la concurrence internationale, lorsqu'il était exporté vers les royaumes européens.
En 1571, la perte de Chypre a un impact significatif sur les recettes vénitiennes venant du commerce de sel.

#### Le commerce d'alun

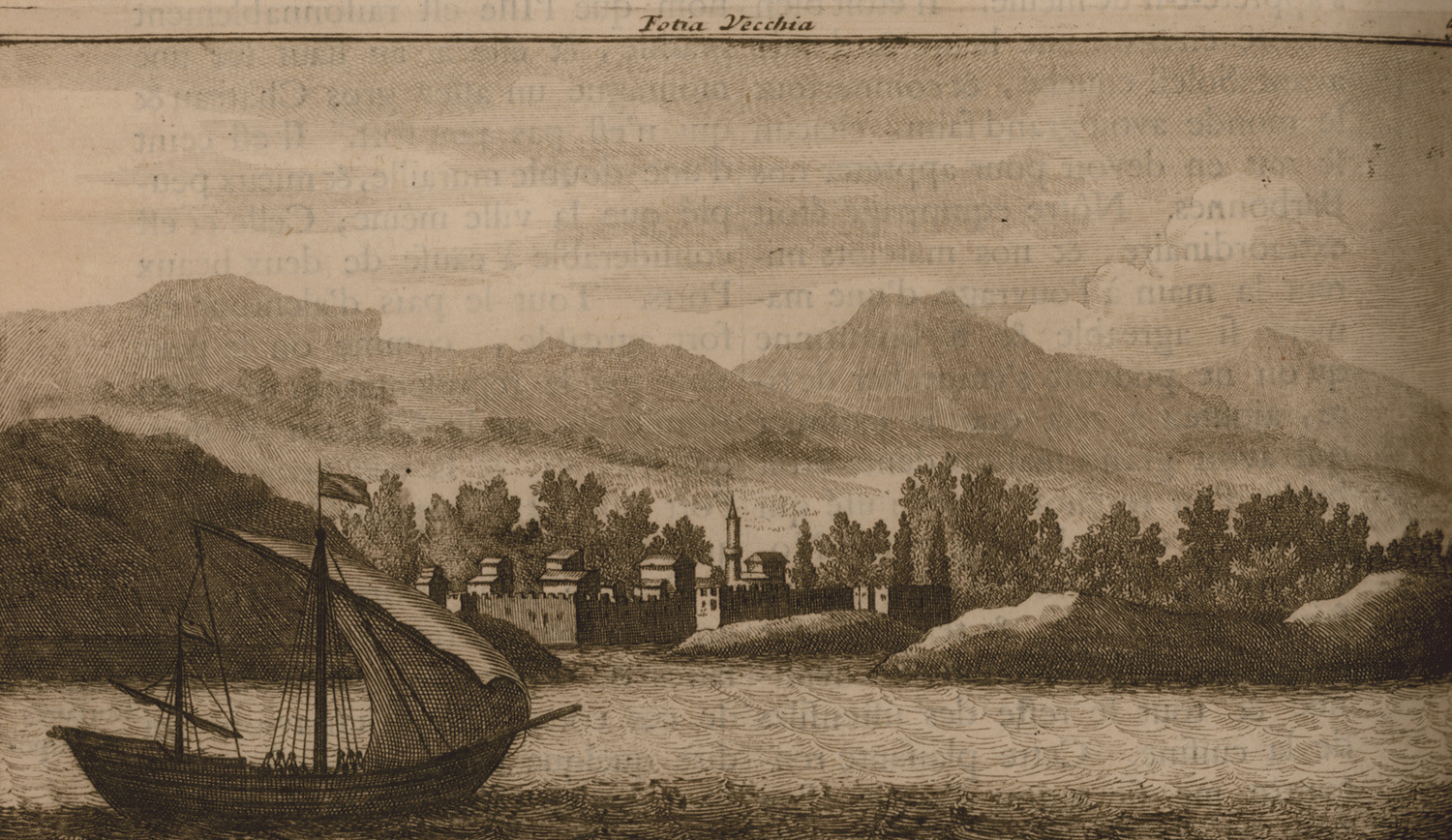
Le port de Phocée-la-Vieille. Cornelis de Bruijn, Le Voyage au Levant, 1714.

Outre le sel, les marchands italiens exercent un quasi-monopole sur l'exploitation et la distribution d'alun. Ce matériau est alors indispensable à l'industrie textile pour stabiliser les matières colorantes sur les fibres du drap, qu'il débarrasse des impuretés. Jusqu'au milieu du XIIIe siècle, il est importé essentiellement d'Égypte par les Vénitiens et Amalfitains et on n'a que des indices indirects de son exploitation en Asie mineure. Ce n'est qu'après la reconquête de Constantinople par les Grecs sous Michel VIII Paléologue, en 1261, que ses alliés génois obtiennent la concession de la région de Phocée, qui devient le premier centre de production de ce matériau.
Ce commerce est monopolisé à partir de la fin du XIIIe siècle, par la famille génoise des Zaccaria. Au milieu du XVe siècle, les Génois contrôlent encore les gisements d'Orient, principalement ceux de Phocée,, grâce au vaste consortium formé en 1449 par Francesco Draperio.

#### Le commerce d'argent

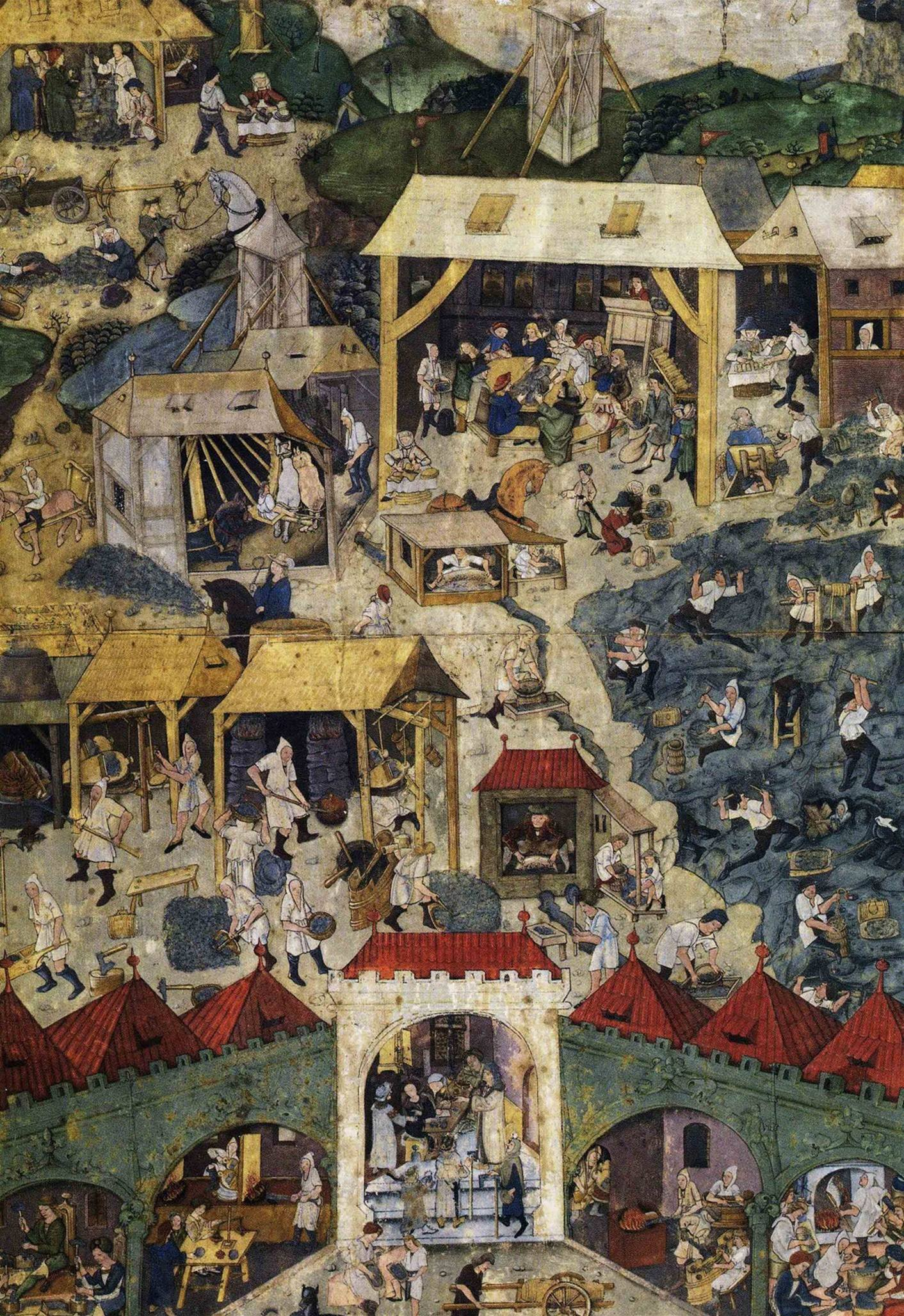
Gravure des mines d'argent de Kutná Hora en République tchèque, auteur inconnu, vers 1490

La découverte au XIIIe siècle de mines d'argent en Bohême (actuelle République tchèque), en Saxe, et en Forêt-Noire, provoque une « fièvre de l'argent », dont Venise tire parti en s'imposant comme le principal port d'exportation méditerranéen de cette ressource, pour le Saint-Empire,. Au marché de Venise, une partie de l'argent est également échangée contre des esclaves d'Europe centrale qui sont eux-mêmes revendus sur les bords de la mer Noire.
Au XVe siècle, Gênes achète aux marchands arabes de l'or venant des mines du Soudan qu'elle exporte vers l'Europe.

### Commerce d'esclaves
La première trace de commerce d'esclaves à Venise remonte vers 750. Il s'agit alors essentiellement de prisonniers de guerre et de forçats. Le commerce d'esclaves s'est développé à son maximum dans les villes italiennes vers 1300 ; plus de 10 000 esclaves étaient exportés chaque année par la Sérénissime.
Le commerce d'esclaves en Europe est un phénomène foncièrement méditerranéen, tandis que les régions nordiques y répugnent et accueillent les esclaves fugitifs.
La côte italienne orientale s’est longtemps adressée au marché balkanique pour répondre à ses besoins en main-d’oeuvre, essentiellement domestique ; l’hérésie des Bosniaques, « Patarins », constitue un prétexte commode pour les priver de liberté.
À partir du XIIIe siècle, une partie est importée des régions de l'Empire mongol, côtières de la mer Noire, et convoyée par Gênes vers l'Égypte et où les esclaves sont vendus au Sultan mamelouk pour en faire des soldats. En 1307, mécontent de ce commerce alimenté par des rapts dans la steppe pour fournir une armée étrangère, le khan Toqtaï fait arrêter les résidents génois de Saraï Berke, et assiège la ville génoise de Caffa en Crimée, forçant les marchands italiens à l'évacuer. Ceux-ci en reprennent cependant possession après la mort de Toqtaï en 1312, après avoir convaincu son successeur le khan Özbeg des intérêts réciproques mongols et italiens à reprendre leurs échanges commerciaux.

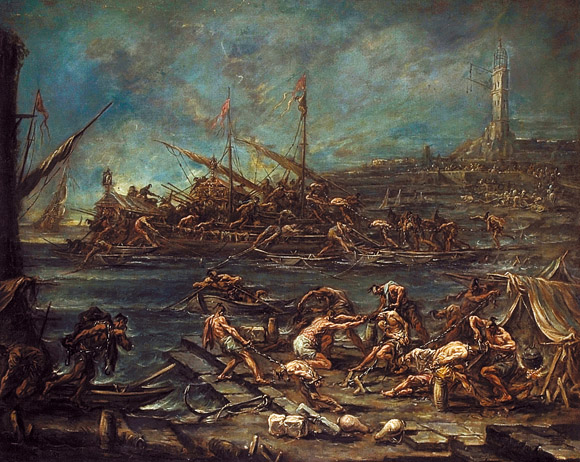
Embarquement d’esclaves dans des galères du port de Gênes, Alessandro Magnasco (1667-1749).

Une autre partie vient d'Espagne, où l'avancée de la Reconquista en fait l'un des principaux centres d'exportation d'esclaves, prisonniers de guerre sarrasins vendus par les Espagnols à la république de Gênes. Dans la deuxième moitié du XIIIe siècle, Valence, Murcie, Minorque, Majorque, Malaga et Grenade sont les principaux lieux d'origine des esclaves sarrasins vendus à Gênes.
Au sein même de l’Italie au XVe siècle, le phénomène de l’esclavage dans les territoires maritimes adriatiques pénètre profondément l’intérieur des terres (de modestes bourgades de l’arrière-pays vénitien acquièrent des esclaves), alors qu'à l’ouest autour de Gênes, le trafic est limité aux grands ports.

### Services

#### Services militaires
Disposant de flottes puissantes, bons navigateurs et bons stratèges, plusieurs amiraux italiens mettent leurs compétences militaires au service de puissances étrangères.
En 1081, l'empereur byzantin Alexis Comnène dont l'empire est menacé dans les Balkans par l'armée normande de Robert Guiscard et son fils de Bohémond de Tarente (futur héros de la première croisade et prince d'Antioche), sollicite un appui militaire du doge de Venise Domenico Selvo en échange de droits de commerce dans l'empire grec. En réponse, ce dernier prend le commandement d'une flotte et mène une offensive victorieuse contre la flotte normande, lui infligeant de lourdes pertes, mais ne peut empêcher la prise de Dyrrachium par les Normands quelques mois plus tard. L'alliance économique et militaire entre Alexis Comnène et Domenico Selvo est officialisée l'année suivante par le traité byzantino-vénitien de 1082.
En mars 1261, dans le traité de Nymphaeon conclut entre le capitaine Guglielmo Boccanegra et l’empereur byzantin Michel VIII Paléologue, la république de Gênes s'engage à mettre à disposition de l’empereur une cinquantaine de navires de guerre pour reprendre Constantinople conquise par les Latins à la suite du sac de 1204. Mais Gênes n'a jamais l'occasion de mettre à exécution ses engagements, la ville étant finalement facilement reconquise par une attaque surprise du général byzantin Alexis Strategopoulos quelques mois après la signature du traité.
Au siècle suivant, les descendants du capitaine Guglielmo Boccanegra, le corsaire génois Gilles Boccanegra et son fils Ambrosio Boccanegra se battent au service des royaumes de France contre les Anglais lors de la guerre de Cent Ans, et de Castille lors de la Reconquista. Le père Gilles Boccanegra participe à la première bataille navale de la guerre de Cent Ans, la bataille de L'Écluse en 1340 au sein d'une coalition franco-génoise, opposée à une coalition anglo-flamande. Vaincu, il parvient à s'échapper avec la moitié des mercenaires Génois sous ses ordres, et participe deux ans plus tard au siège d'Algésiras, étape clé de la Reconquista, en assurant avec succès le blocus maritime de cette ville portuaire tenue par les Maures.
En 1372, son fils Ambrosio Boccanegra dirige avec succès un assaut maritime castillan contre la flotte anglaise ancrée à la Rochelle, à la suite duquel les Anglais perdent leur maîtrise maritime acquise grâce à leur victoire à la bataille de L'Écluse. Un autre amiral génois, Antonio Doria combat pour la France lors de la guerre de Cent Ans à la bataille de Crécy en 1346, mais l'armée française est vaincue et ce dernier est massacré avec plusieurs milliers d'arbalétriers génois sous ses ordres .
Lors de la prise de Constantinople par les Turcs en 1453, les officiers génois et vénitien Giovanni Giustiniani et Gabriele Trevisano jouent un rôle majeur dans l'organisation de la défense de la ville au service de l’empereur byzantin Constantin XI, mais ne peuvent empêcher sa chute. Giovanni Giustiniani est tué dans la bataille, tandis que Gabriele Trevisano est fait prisonnier par Mehmet II, puis relâché.
Au siècle suivant, l'amiral militaire génois Andrea Doria, descendant d'Antonio Doria, se met successivement au service du pape Innocent VIII, du roi de Naples Ferdinand Ier d'Aragon, du roi de France François Ier, et de Charles Quint. Il affronte successivement les Espagnols à la tête de galères françaises, puis les Français à la tête de galères espagnoles, et enfin les Turcs à la tête de la Sainte Ligue de 1538 (à ne pas confondre avec la Sainte-Ligue formée en 1571 pour la bataille de Lépante), tout en faisant une importante carrière politique à Gênes en tant que censeur.

#### Services de transport
Les flux commerciaux gérés par les marchands italiens leur donnent enfin l'occasion de proposer des services de transport, notamment l'acheminement des pèlerins chrétiens vers la Terre sainte, ou des musulmans vers Alexandrie. En 1202, les croisés passent un accord avec Venise pour les transporter en Égypte, dont Venise profite pour détourner cette croisade sur Zara.
En 1365, Venise est également le point de départ de la croisade d'Alexandrie.

#### Expéditions maritimes
À partir du XVe siècle, en plus des marins génois et vénitiens s'engagent en tant qu'amiral auprès de royaumes européens, comme les explorateurs génois Christophe Colomb, et Giovanni da Verrazzano au service respectivement de l'Espagne et de la France et ainsi que le Vénitien Giovanni Caboto au service de l'Angleterre,,,.

## Relations entre Gênes et Venise

### Compétition et affrontements pendant le Moyen Âge tardif
Après avoir éliminé la concurrence des autres villes italiennes, Gênes et Venise se livrent une compétition féroce qui alterne des périodes de coopération contre les Arabes, les Turcs et les Mongols (notamment lors du siège de Caffa), et périodes d'affrontements. Les principales confrontations navales entre les deux thalassocraties sont les suivantes :
- Entre 1256 et 1270, Venise et Gênes s'affrontent lors de la guerre de Saint-Sabas, provoquée par l'expulsion des Vénitiens de la seigneurie de Tyr (à proximité du royaume de Jérusalem) par les Génois[24] ;
- En 1298, les deux républiques en concurrence en mer Noire, s'affrontent à la bataille navale de Curzola, au cours de laquelle Marco Polo de retour de Chine trois ans plus tôt et commandant une galère vénitienne, est fait prisonnier, tandis que 7000 Vénitiens sont tués[109] ;
- Entre 1350 et 1355, la troisième guerre vénéto-génoise se conclut en novembre 1354 par la bataille de Porto-Longo, lors de laquelle la flotte vénitienne commandée par Niccolò Pisani est capturée par les Génois de Paganino Doria près de Modon en Grèce[110] ;
- Entre 1378 et 1381 la république de Venise affronte la république de Gênes, alliée au royaume de Hongrie, ainsi qu'au duché d'Autriche lors de la guerre de Chioggia[38]. Cette guerre, provoquée par l'attaque surprise par la flotte vénitienne d'une flotte génoise en mai 1378, se termine en août 1381 par le traité de Turin, par lequel Gênes reconnaît la prééminence de Venise[38]. Venise, victorieuse, impose définitivement sa domination maritime à Gênes sur les échanges avec l'Asie[29] ;
- En 1403, Venise et Gênes s’affrontent de nouveau au large de Modon, bataille navale remportée par Venise[111].

### Apaisement et coopération pendant la Renaissance
À partir du XVe siècle, Gênes et Venise se coalisent aux côtés de l'Empire byzantin déclinant et menacé par les invasions ottomanes, mais ne peuvent empêcher la prise de Constantinople par les Turcs en mai 1453 bien que contribuant largement à la défense de la ville. À noter cependant que les multiples affrontements entre les républiques italiennes cohabitant dans la capitale byzantine, mais aussi avec l'empereur byzantin confronté à leurs ambitions expansionnistes (dont l'exemple le plus marquant est la quatrième croisade), ont largement contribué à son affaiblissement et à sa chute.
Après la chute de l'Empire byzantin, la menace représentée par les invasions turques en Europe maintient ce front commun entre les deux républiques, notamment au sein de la Sainte-Ligue, qui remporte en 1571 une victoire majeure contre la flotte ottomane lors de la bataille navale de Lépante.
Parallèlement, le recul de la part du commerce mondial transitant par la Méditerranée pendant les grandes découvertes rend caduques les ambitions de domination commerciale des républiques italiennes, ainsi que les tensions qui en résultaient.

#### Ouvrages

##### Années 1800 - 1950
- Jean Charles Léonard de Sismondi, Histoire des républiques italiennes du Moyen Âge, Société Typographique Belge Ad. Wahlen, 1838, 564 p. (lire en ligne), p. 309 à 320.
- Pierre-Antoine Daru, Histoire de la République de Venise, 1840, 398 p. (lire en ligne), p. 2015.
- Emile Vincens, Histoire de la république de Gênes, Imprimeurs de l'Institut de France, 1842, 509 p. (lire en ligne), p. 337-338.
- Sainte Marie Mevil, Caffa et les colonies génoises de la Crimée, 1856, 36 p. (lire en ligne), p. 8 à 13.
- René Grousset, L'Empire des steppes, Attila, Gengis-Khan, Tamerlan, 1939, 669 p. (lire en ligne), p. 494 à 511.

##### Années 1950 - présent
- Michel Balard, Remarques sur les esclaves à Gênes dans la seconde moitié du XIIIe. siècle, 1968, 680 p., p 634-635.
- Fernand Braudel, La dynamique du capitalisme, 1985, 77 p. (lire en ligne), p. 50 à 65.
- Doris Stökly, Le système de l'Incanto des galées du marché à Venise (fin XIIIe. : milieu du XVe. siècle), 1er septembre 1995, 434 p. (lire en ligne), p. 39 à 42.
- Damien Coulon, Catherine Otten-Froux, Paule Pagès et Dominique Valérian, Chemins d'outre-mer : Études d'histoire sur la Méditerranée médiévale offertes à Michel Balard, Paris, Éditions de la Sorbonne, 2004, 857 p. (lire en ligne), p. 489 à 494 et 651 à 659.
- Olivier Chaline, Les théâtres de batailles dans le sud-est de l'Europe, avril 2005 (lire en ligne), p. 579 à 589.
- Renaud Rochette, Reconstruire l'Empire, Les projets de Michel VIII Paléologue, 2005, p. 61 à 70.
- Michel Balard, Les Latins en Orient (XIe.-XVe. siècle), 2006, 452 p., p. 258.
- Michel Balard, La Méditerranée médiévale, Paris, Éditions Picard, 2006, 200 p. (lire en ligne), p. 132 à 137.
- Jacques Attali, Une brève histoire de l'avenir, Fayard, 2006, 422 p., p. 81 à 95.
- Louis Bréhier, Vie et mort de Byzance, Albin Michel, mai 2006, 634 p., p. 348 et 349.
- Jong-Kuk Nam, Le commerce du coton en Méditerranée à la fin du Moyen Age, septembre 2007, 568 p. (lire en ligne), chapitre 3.
- Anne Mathieu, Isabelle Gadoin et Marie-Élise Palmier-Chatelain, Rêver d’orient, connaître l’orient, ENS Éditions, 2008, 368 p. (lire en ligne), p. 39 à 55.
- Sabine Florence Fabijanec, Le développement commercial de Split et Zadar aux XVe – XVIe siècles. Un commerce transitaire entre l'Europe Centrale et la Méditerranée, Editions universitaires européennes, 2011, 359 p. (lire en ligne), p. 4 à 61, 82 à 84.
- Sergei Karpov, Le monde byzantin III, L'Empire grec et ses voisins XIIIe.-XVe. siècle, Presses universitaires de France, 2011, 564 p. (lire en ligne), p. 355 à 367.
- Jean-Claude Hocquet, L'arsenal de Venise. Créations, modernisations, survie d'une grande structure industrielle, Presses universitaires de France, 2011, 192 p. (lire en ligne), p. 627 à 638.
- Pierre Racine, Marco Polo et ses voyages, 2012, 458 p. (lire en ligne), p. 35 à 54.
- Bartolomé Bennassar et Lucile Bennassar, 1492, un monde nouveau ?, Éditions Perrin, 2013, 350 p. (lire en ligne), p. 217 à 221.
- Émile Vins, Histoire de La République de Genes, mars 2015, 499 p. (lire en ligne), p. 240 à 243.
- Philippe Colombani, Les corses et la couronne d’Aragon fin XIIIe.- milieu XVe. siècle. Projets politiques et affrontement des légitimité, 2015, 537 p. (lire en ligne).
- Bernard Flusin, La civilisation byzantine, Presses universitaires de France, 2018, 128 p. (lire en ligne), p. 3 à 5.
- Cécile Morrisson, Les croisades, 2020, 128 p. (lire en ligne), p. 7 à 22.
- Joëlle Dalègre, Venise en Crête, avril 2019, 368 p. (lire en ligne), extrait en ligne.

#### Articles scientifiques

##### Années 1800 - 1950
- Louis De Mas-Latrie, « Des relations politiques et commerciales de l'Asie Mineure avec l'île de Chypre, sous le règne des princes de la maison de Lusignan », Bibliothèque de l'École des chartes,‎ 1845, p. 36 (lire en ligne).
- Charles Diehl, « La colonie vénitienne à Constantinople à la fin du XIVe. siècle », Mélanges de l'école française de Rome,‎ 1883, p. 41 (lire en ligne).
- Ridolfo Livi et Giuolio de Giovanetti, « L'Esclavage au Moyen Âge et son influence sur les caractères anthropologiques des Italiens, par le Dr Livi [article] », Bulletins et Mémoires de la Société d'Anthropologie de Paris,‎ 1908, p. 8 (lire en ligne).
- Jean Sauvaget, « Notes sur la Colonie génoise de Péra », Syria. Archéologie, Art et histoire,‎ 1934, p. 13 (lire en ligne).
- Augustin Fliche, « Compte-rendu de L'Empire latin de Constantinople et la principauté de Morée », Revue d'histoire de l'Église de France,‎ 1950, p. 5 (lire en ligne).

##### Années 1950 - présent
- Jacques Heers, « Gênes au XVe. siècle. Activité économique et problèmes sociaux », Revue belge de Philologie et d'Histoire,‎ 1965, p. 155 à 159 (lire en ligne).
- José Gentil Da Silva et Gino Corti, « À Florence au XVe. siècle : note sur la production de la soie », Annales,‎ 1965, p. 3 (lire en ligne).
- Kéram Kévonian et Matei Cazacu, « La chute de Caffa en 1475 à la lumière de nouveaux documents », Cahiers du Monde Russe,‎ 1976, p. 43 (lire en ligne).
- Michel Balard et Gilles Veinstein, « Continuité ou changement d'un paysage urbain ? Caffa génoise et ottomane », Le paysage urbain au Moyen- Age,‎ 1980, p. 79 à 131 (lire en ligne).
- Michel Balard, « Habitat, ethnies et métiers dans les comptoirs génois d'Orient (XIIIe.-XVe. siècle) », Publications de l'École Française de Rome,‎ 1989, p. 25 (lire en ligne).
- Elisabeth Malamut, « Les îles de l'Empire byzantin, VIIIe.-XIIe. siècles », Revue des études byzantines,‎ 1990, p. 3 (lire en ligne).
- Constantin Marinescu, La politique orientale d'Alfonse V d'Aragon, roi de Naples (1416-1458), 1994, 262 p. (lire en ligne), p. 249.
- Marie Viallon, « Les prises de Constantinople dans le mythe de Venise », Université d'Aix-en-Provence,‎ octobre 2001, p. 9 (lire en ligne).
- Federica Masè, « Modèles de colonisation vénitienne : acquisition et gestion du territoire urbain en Méditerranée orientale (XIe.-XIIIe. siècles) », Actes des congrès de la Société des historiens médiévistes de l'enseignement supérieur public,‎ 2002, p. 9 (lire en ligne).
- (en) Mark Wheelis, « Biological Warfare at the 1346 Siege of Caffa », Emerging Infectious Diseases, vol. 8, no 9,‎ septembre 2002, p. 5 (lire en ligne).
- Vannina Marchi van Cauwelaert, « La Corse génoise, Saint Georges, vainqueur des « tyrans » (milieu xve –début xvie siècle) », Paris classiques garnier,‎ 2011, p. 20 (lire en ligne).
- Alain Hugon, « Une paix pour l'éternité. La négociation du traité du Cateau-Cambrésis », Revue d’histoire moderne & contemporaine,‎ 2012, p. 3 (lire en ligne).
- Élisabeth Malamut, « Byzance colonisée : politique et commerce sous le règne d’Andronic II (1282-1328) », Université de Provence,‎ 2012, p. 24 (lire en ligne).
- Félix Sartiaux et Stephanos Efthymiadis, « Phocée byzantine et génoise : une croissance urbaine », Cahiers balkaniques,‎ janvier 2012, p. 5 (lire en ligne).
- Mohamed Ouerfelli, « Gênes et les réseaux du commerce du sucre à la fin du Moyen Âge », Les Cahiers de Framespa,‎ 2014, p. 12 (lire en ligne).
- (en) Emmanouil Manoutsoglou, Maria E. Stavroulaki et Nikolaos Skoutelis, « Classification of building stones of the Frangokastello castle, Sfakia, Crete », Bulletin of the Geological Society of Greece,‎ mai 2016, p. 9 (lire en ligne).

#### Sources encyclopédiques
- Pascal Buresi, « Royaume de Chypre », Encyclopædia Universalis,‎ (date manquante), p. 1 (lire en ligne).
- Michel Roux, « Dalmatie », Encyclopædia Universalis,‎ (date manquante), p. 1 (lire en ligne).
- Pascal Buresi, « Prise de Constantinople », Encyclopædia Universalis,‎ (date manquante), p. 1 (lire en ligne).
- Frédéric Mauro, « Grandes découvertes », Encyclopædia Universalis,‎ (date manquante), p. 1 (lire en ligne).
- Marie-Geneviève de La Coste-Messelière, « Raguse », Encyclopædia Universalis,‎ (date manquante), p. 1 (lire en ligne).
- Michel Balard, Jacques Guillerme, et Michel Roux, « Gênes, Crises et transitions (XIVe.-XVe. s.) », Encyclopædia Universalis,‎ 2006, p. 8 (lire en ligne).
- Michel Balard, Jacques Guillerme et Michel Roux, « Gênes, L'âge d'or (XIIe.-XIIIe. s.) », Encyclopædia Universalis,‎ 2006, p. 8 (lire en ligne).

#### Presse et vulgarisation
- Michel Balard, « Business à l'italienne en Méditerranée orientale », L'Expansion,‎ 16 décembre 1999, p. 4 (lire en ligne).
- Elisabeth Crouzet-Pavan, « L'Empire vénitien », Clio Voyages Culturels,‎ novembre 2000, p. 4 (lire en ligne).
- Florian Besson, « 1517 : les Ottomans battent les Mamelouks », Les clés du Moyen-Orient,‎ 5 avril 2013, p. 4 (lire en ligne).
- Pierre Martin, « Tous les chemins de la banque mènent à Venise », Les Echos,‎ 1er juillet 2013, p. 3 (lire en ligne).
- Tristan Gaston-Breton, « Quand les marchands de Venise dominaient le monde », Les Echos,‎ 5 août 2013, p. 4 (lire en ligne).
- Roberto Barazzutti, « Quand Gênes dominait la Méditerranée », Revue Guerre et Histoire n°20,‎ 2014, p. 3 (lire en ligne).
- David Le Bris, « Quand Gênes et Venise se disputaient le monde », Le Monde,‎ 18 avril 2014, p. 3 (lire en ligne).
- Fernando del Pozo, Ferdinando Sanfelice di Monteforte, Patrick Hebrard, « Les diplomaties navales en Méditerranée », Politique étrangère,‎ avril 2016, p. 14 (lire en ligne).
- Paula Boyer, « Sur les routes de la soie entre Venise et la Chine », Le Croix,‎ 30 novembre 2017, p. 3 (lire en ligne).
- Antoine Lilti, « Quand la Corse étonnait l’Europe », Le Monde,‎ 9 février 2018 (lire en ligne).
- Yara El Khoury, « Les Croisades (1096-1291) : le choc de la rencontre entre deux mondes (3/3) », Les clés du Moyen-Orient,‎ 6 décembre 2018, p. 4 (lire en ligne).
- Tristan Gaston-Breton, « Luca Pacioli, le « père » de la comptabilité », Les Echos,‎ 6 août 2019, p. 6 (lire en ligne).